# Annette von Droste-Hülshoff

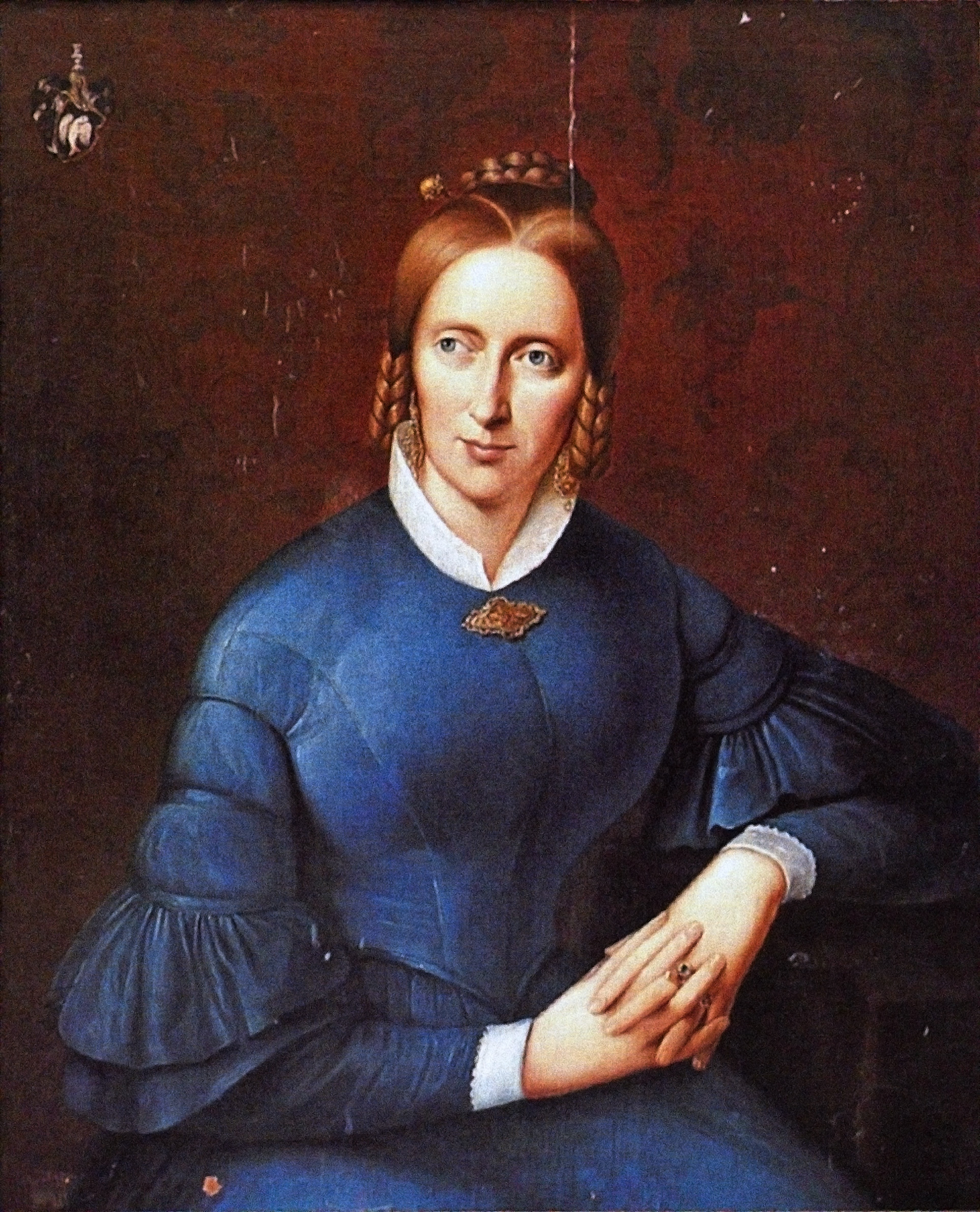
Annette von Droste-Hülshoff, Gemälde von Johann Sprick (1838)
Droste-Hülshoffs Unterschrift:

Annette von Droste-Hülshoff (* 12. Januar 1797, nach anderen Quellen 10. Januar 1797, auf Burg Hülshoff bei Münster als Anna Elisabeth Franzisca Adolphina Wilhelmina Ludovica Freiin von Droste zu Hülshoff; † 24. Mai 1848 auf der Burg Meersburg in Meersburg) war eine deutsche Schriftstellerin und Komponistin. Unter den deutschsprachigen Dichterinnen und Dichtern des 19. Jahrhunderts ist sie eine der bedeutendsten.

## Leben

### Herkunft

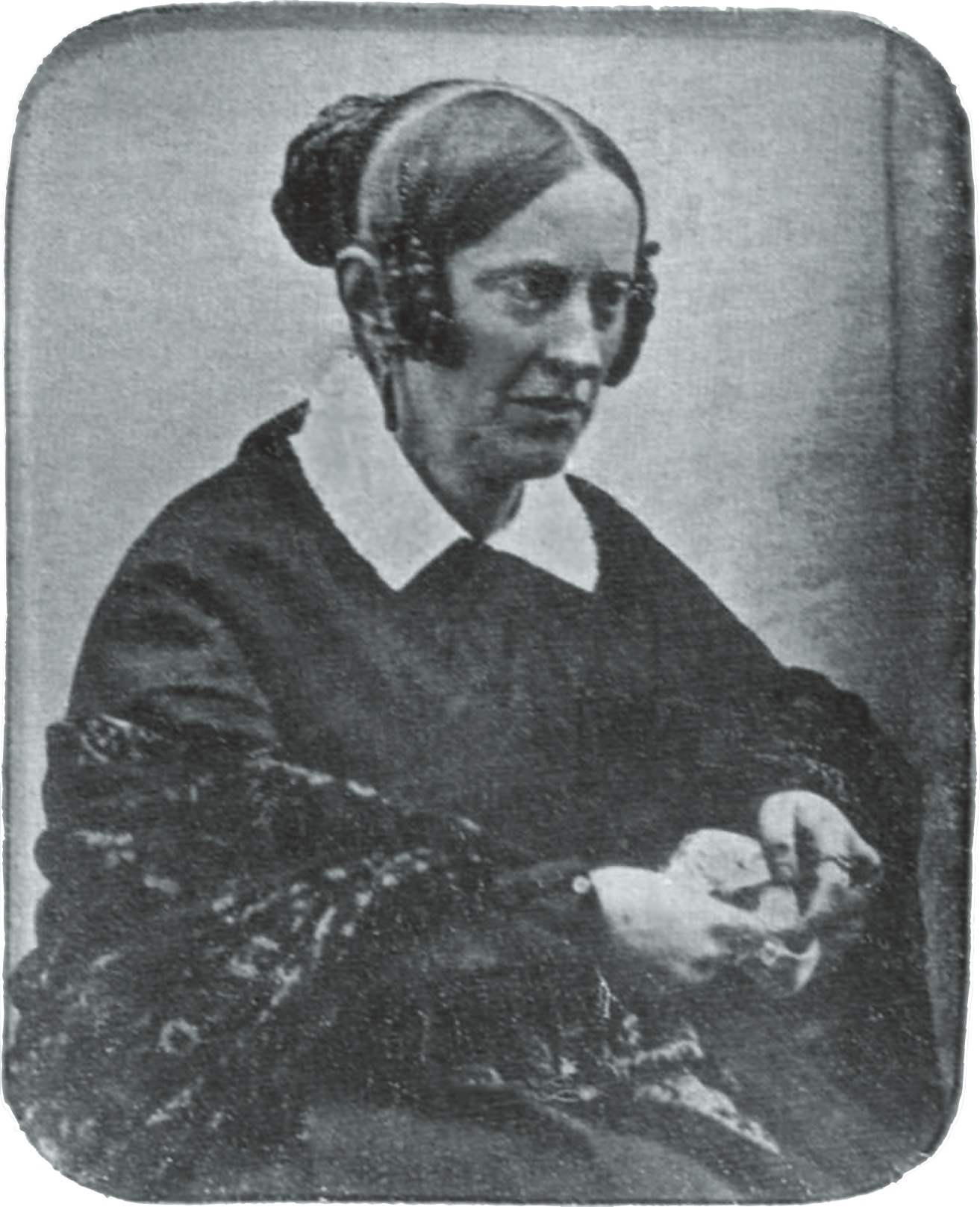
Annette von Droste-Hülshoff, Daguerreotypie; eine von zwei 1845 entstandenen Fotografien der Dichterin

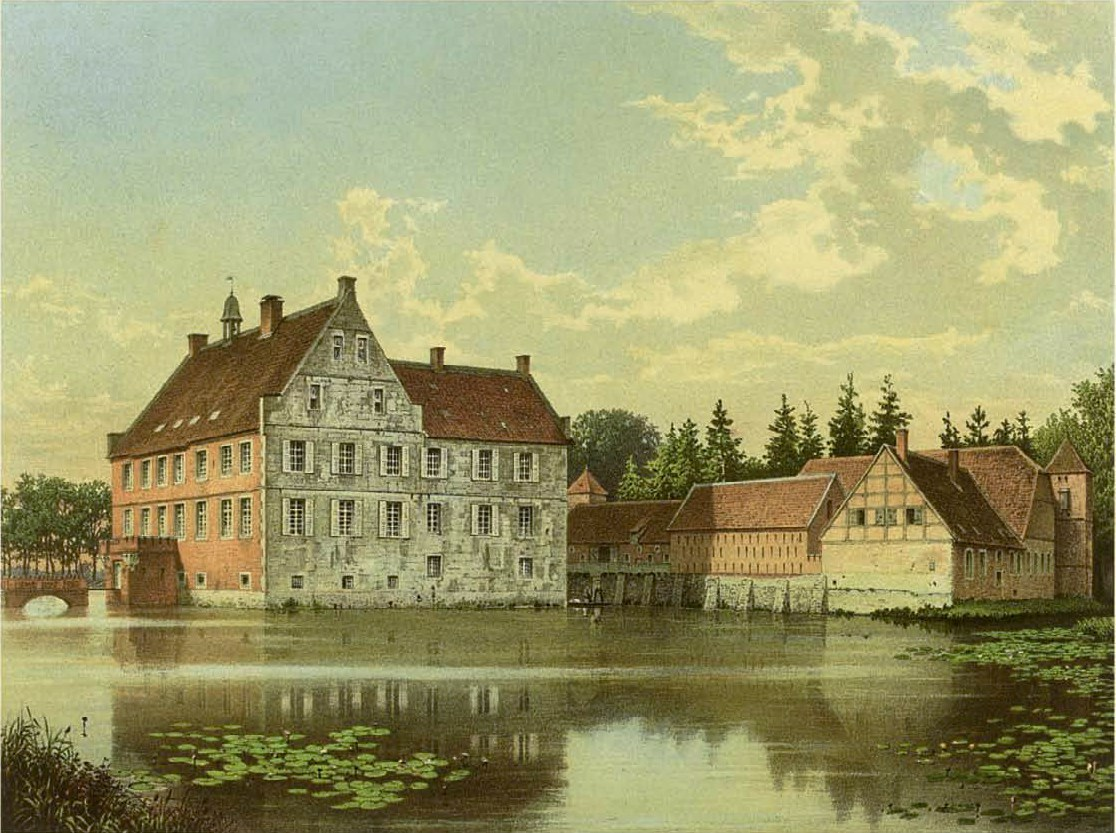
Burg Hülshoff, Darstellung von Alexander Duncker

Annette von Droste-Hülshoff stammte aus einem der ältesten Adelsgeschlechter Westfalens und gehörte der 20. Generation ihrer Familie an. Sie wurde als zweites von vier Kindern von Clemens-August II. von Droste zu Hülshoff (1760–1826) und Therese von Haxthausen (1772–1853) am 12. Januar 1797 auf der westfälischen Wasserburg Hülshoff zwischen Havixbeck und Roxel bei Münster geboren. Ihren Eltern hat die Dichterin in ihrem Fragment Bei uns zulande auf dem Lande ein literarisches Denkmal gesetzt. Ihre ältere Schwester Jenny war ihre engste Vertraute und malte mehrere Porträts der Dichterin. Ihr jüngerer Bruder Werner-Constantin wurde der Nachfolger des Vaters auf dem Gutsbesitz, und der jüngste Bruder Ferdinand, gerade Forstmeister geworden, starb jung, nachdem Annette ihn hingebungsvoll gepflegt hatte.
Die Dichterin und ihr Werk wurden durch ihre Herkunft geprägt. Die schon im 11. Jahrhundert als von Deckenbrock urkundlichen Droste zu Hülshoffs waren als ursprünglich edelfreies Geschlecht im Mittelalter mit dem Hochadel verwandt. Schon der erste, 1147 urkundlich erwähnte Namensträger Everwinus hatte als Droste das vornehmste Hofamt des Hochstifts Münster inne, der erste 1209 urkundlich erwähnte direkte Vorfahr der Dichterin war Ritter und Vasall des Fürstbischofs von Münster. Als solcher ist auch der Vorfahr Heinrich I. von Droste zu Hülshoff an einem Burgturm des Elternhauses der Dichterin auf einem Reiterrelief abgebildet. Später mussten ihre Verwandten nur selten Militärdienst leisten; ihr Großonkel, General Heinrich-Johann von Droste zu Hülshoff, ist heute hauptsächlich durch seinen Umbau des Elternhauses der Dichterin bekannt. Stattdessen dominierte in der väterlichen Familie eine zivile, kirchliche und – trotz umfangreichen Gutsbesitzes – städtische Prägung: Als Erbmännerfamilie hatten viele Vorfahren schon im Mittelalter das Drostenamt des Domkapitels von Münster sowie Ämter als Bürgermeister und Ratsherren der Stadt Münster bekleidet, einige hatten Westfalen auf den Hansetagen vertreten. Zugleich war die Familie – auch die Dichterin selbst – durch Gutsbesitz und die Übernahme von Patenschaften für Bauernfamilien mit der Landbevölkerung verbunden und nutzte im Alltag Münsterländer Platt. Als Herren von Hülshoff und anderen Gütern hatte sie auch die niedere Gerichtsbarkeit und das Patronat über die Pfarrkirche von St. Pantaleon (Roxel) inne; in der Jugend der Dichterin übte der Vater der Dichterin zusätzlich – unter Napoleon – von Hülshoff aus sein Amt als maire (Bürgermeister) dieses nahegelegenen Dorfes und des Nachbardorfs Albachten aus, der u. a. für Polizeiaufgaben zuständig war. Zahlreiche Verwandte aus beiden elterlichen Familien waren katholische Dom- und Stiftsherren bzw. -damen; ihr Großonkel, Ernst Konstantin von Droste zu Hülshoff, war als Domdechant an der Regierung des Hochstifts Münster beteiligt, ihr Onkel Heinrich Johannes war der letzte adelige Dompropst im Bistum Münster und ihre Groß- und Patentante, Anna-Elisabeth Droste zu Hülshoff (1733–1805), die letzte Äbtissin des Damenstifts Metelen. Die Dichterin stammte über die Frau ihres Urgroßvaters Heinrich Wilhelm Droste zu Hülshoff auch vom Adelsgeschlecht Droste zu Vischering und über ihre Großmutter mütterlicherseits auch vom Adelsgeschlecht Westphalen ab. Musisch begabt waren vor allem ihr Urgroßvater Heinrich Wilhelm Droste zu Hülshoff und ihre Großmutter Maria Bernhardine von Droste zu Hülshoff, geborene von der Recke-Steinfurt.

### Bildung
Während die männlichen Familienmitglieder meist Universitätsbildung besaßen, erfuhr die weibliche Verwandtschaft ihre Bildung meist in Kanonissenstiften. So hatte auch Annettes Vater an der alten, von Franz von Fürstenberg gegründeten Universität Münster u. a. bei Anton Matthias Sprickmann studiert. Ihre Mutter hatte seit ihrem dreizehnten Lebensjahr im Kanonissenstift St. Bonifatius (Freckenhorst) gelebt und unter der Äbtissin Francisca Lucia von Korff zu Harkotten und Störmede eine hervorragende Erziehung erfahren. Während ihre Schwester Jenny noch Stiftsdame im Kloster Hohenholte werden konnte, war diese Art der Erziehung und materiellen Absicherung wegen der Aufhebung dieser Einrichtungen infolge der Säkularisation für Annette nicht mehr möglich.
Annettes Eltern ragten aus dem Stiftsadel durch ihre literarische und musikalische Bildung heraus – sie hatten vor ihrer Geburt in der Stadt Münster gelebt, wo sie dem Münsterschen Kreis im Kontext der Katholischen Aufklärung angehört hatten. Zu diesem Kreis gehörte auch Bernhard Overberg; seiner – für die damalige Zeit „modernen“ – Pädagogik, die auch die Bildung von Frauen förderte, folgte die Erziehung der Geschwister Droste-Hülshoff. Die Verbindung ihrer Familie zur Literatur war bereits im 16./17. Jahrhundert durch den Humanisten Everwin Droste und das Mitglied der Fruchtbringenden Gesellschaft, Everwin von Droste zu Möllenbeck, entstanden. Auch gab es in ihrer Familie bereits seit Generationen eine Musiktradition.
Annette selbst hatte, wie sich aus dem Tagebuch ihrer Schwester Jenny ergibt, eine glückliche Kindheit. Sie wurde – zusammen mit ihren Geschwistern – zunächst von ihren gebildeten Eltern, dann von einem Hauskaplan, der später Professor am Gymnasium Paulinum in Münster wurde, und von einer französischen Kinderfrau unterrichtet. Auf diese Weise erwarb das sehr wissbegierige Kind eine Bildung, die für die damalige Mädchenerziehung außergewöhnlich war und z. B. Literatur in lateinischer, griechischer, französischer und englischer Sprache sowie geschichtliche, geografische und naturkundliche Kenntnisse umfasste. Jugendfreunde der Dichterin und ihrer Geschwister waren z. B. die Kinder des mit Goethe befreundeten Dichters und Staatsmannes Friedrich Leopold zu Stolberg-Stolberg.

### Lebensstationen

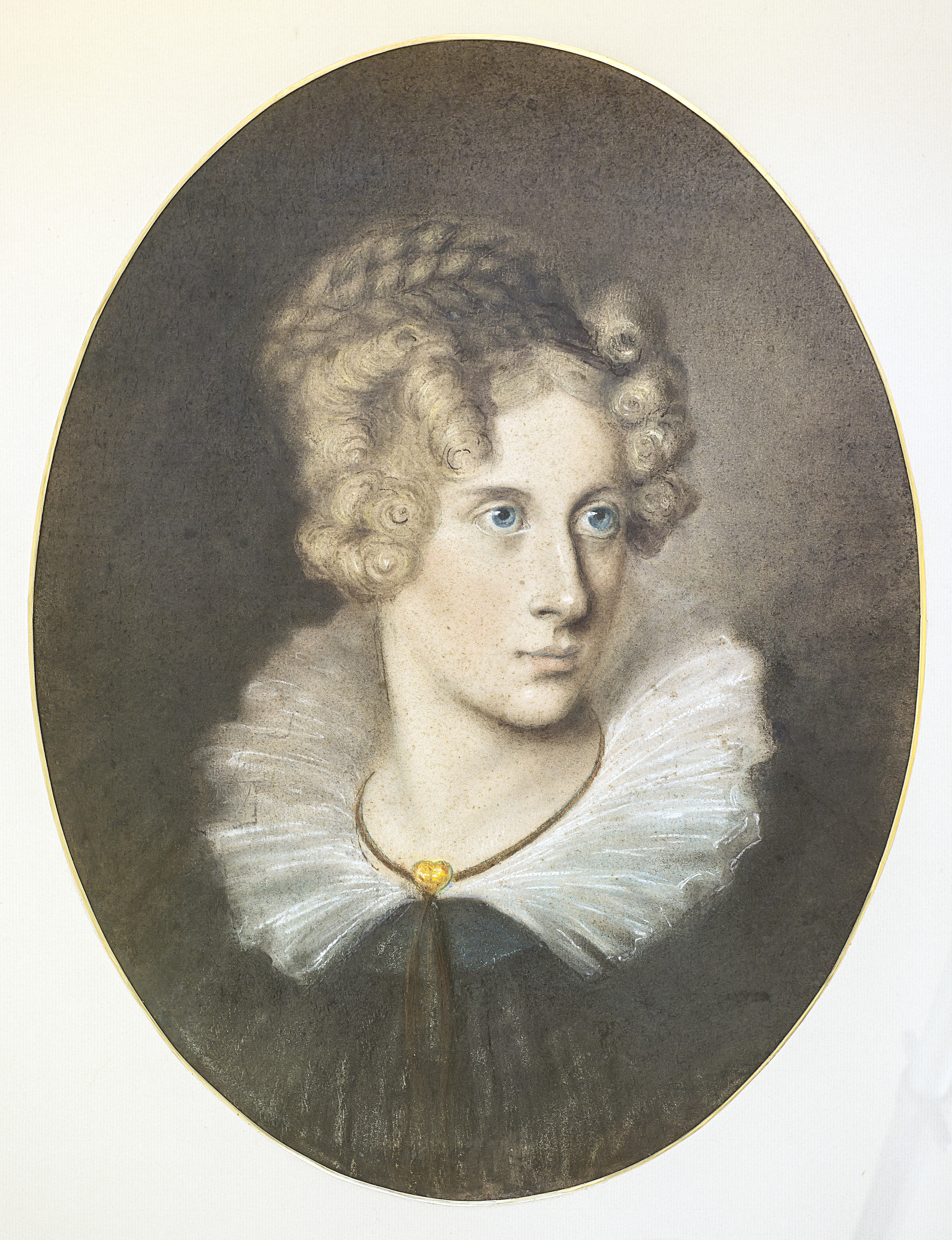
Jugendbildnis der Dichterin, vermutlich von ihrer Schwester Jenny

Die Lebensspanne von Annette von Droste-Hülshoff fiel in eine Zeit der politischen Umbrüche und wirtschaftlicher Einschränkungen, die als Biedermeier in die Geschichte einging. Auf die Säkularisation des Hochstifts Münster (1803) folgten in ihrer Heimat die politischen Herrschaftswechsel zu Preußen (1803–1806 und ab 1815) – unterbrochen durch das Intermezzo des napoleonischen Großherzogtums Berg (1806–1815). Ihr weiteres Leben verbrachte sie in den preußischen Provinzen Westfalen und Rheinland sowie dem Großherzogtum Baden, wo sie im Revolutionsjahr 1848 starb.

#### Hülshoff und Münster
Seit ihrer Kindheit und Jugend war Annette kränklich, bedingt durch ihre verfrühte Geburt als kaum lebensfähiges Siebenmonatskind. Sie war angeblich nur ca. 1,50 m groß und zierlich gewachsen. Außerdem war sie extrem kurzsichtig, hatte auffällig wirkende Augen und litt oft unter rasenden Kopfschmerzen. Anders als ihre Schwester Jenny konnte sie daher nur mäßig zeichnen, förderte aber Maler, stickte gemeinsam mit ihrer Schwester die künstlerisch wertvolle Fahne der Schützenbruderschaft zu Roxel und machte selbst Scherenschnitte in beachtlicher Qualität. Ihre Kurzsichtigkeit befähigte sie andererseits zu einer mikroskopisch-exakten Nahbetrachtung und -beschreibung der Natur, die sie oft auf eigene Faust mit dem Geologenhammer durchstreifte. Schon seit ihrer Kindheit standen die gesundheitlichen und auch gesellschaftlichen Einschränkungen und ihre geistigen Tätigkeiten in großer Spannung zu ihrer lebhaften Vorstellungskraft und Unternehmungslust, der „Sehnsucht in die Ferne“.
Schon früh sah Annette von Droste-Hülshoff ihre Berufung als Dichterin und ließ sich darin nicht beirren. Auch ihr Umfeld, besonders ihre pädagogisch interessierte Mutter und deren Halbbruder Werner von Haxthausen, der in Münster bei Friedrich Leopold zu Stolberg-Stolberg aufgenommen worden war, erkannten die außerordentliche Begabung; bereits die 12-Jährige wurde zur Mitarbeit an einem poetischen Sammelwerk aufgefordert. Auf Initiative ihrer gebildeten Eltern wurde sie in den Jahren 1812 bis 1819 von Anton Matthias Sprickmann, einem Freund ihres Vaters, unterrichtet und gefördert, der in Münster gegenüber dem Stadthaus der Droste zu Hülshoff wohnte. Schon in Burg Hülshoff lernte die jugendliche Dichterin 1813 ihr Dichteridol Katharina Sibylla Schücking, die Mutter von Levin Schücking, kennen, ebenfalls 1817 Wilhelmine von Thielmann, die Frau des ab 1815 in Münster stationierten preußischen Generals Johann Adolf von Thielmann, die als Tochter von Johann Friedrich Wilhelm von Charpentier hochgebildet war. Auch deren jüngere Schwester Julie, die Verlobte des früh verstorbenen Dichters Novalis, war in Hülshoff eingeladen. Auf diese Weise angeregt, begann die Dichterin schon als 16-jährige ihr unvollendetes Trauerspiel Bertha oder die Alpen und schrieb dann ihr Versepos Walther sowie ihr Romanfragment Ledwina. Um ihre Berufung rang sie ausdrücklich in ihren Jugend-Gedichten Schicksal, Der Dichter, Der Philosoph sowie Unruhe. Die Freundschaft mit Wilhelmine von Thielmann, die zunehmend an psychischen Problemen litt, sah ihre Mutter weniger gern, unterstützte ihre Tochter aber später, indem sie beispielsweise versuchte, 1829 in Münster den Kontakt mit dem etwas jüngeren Philosophie- und Philologieprofessor Christoph Bernhard Schlüter, einem tieffrommen erblindeten Familienvater, herzustellen, was aber zunächst misslang, da dieser die zugesandten Manuskripte für nicht ausreichend erachtete. Schlüter wurde Annette von Droste-Hülshoffs lebenslanger Mentor und Freund.

#### Ostwestfalen und Kassel

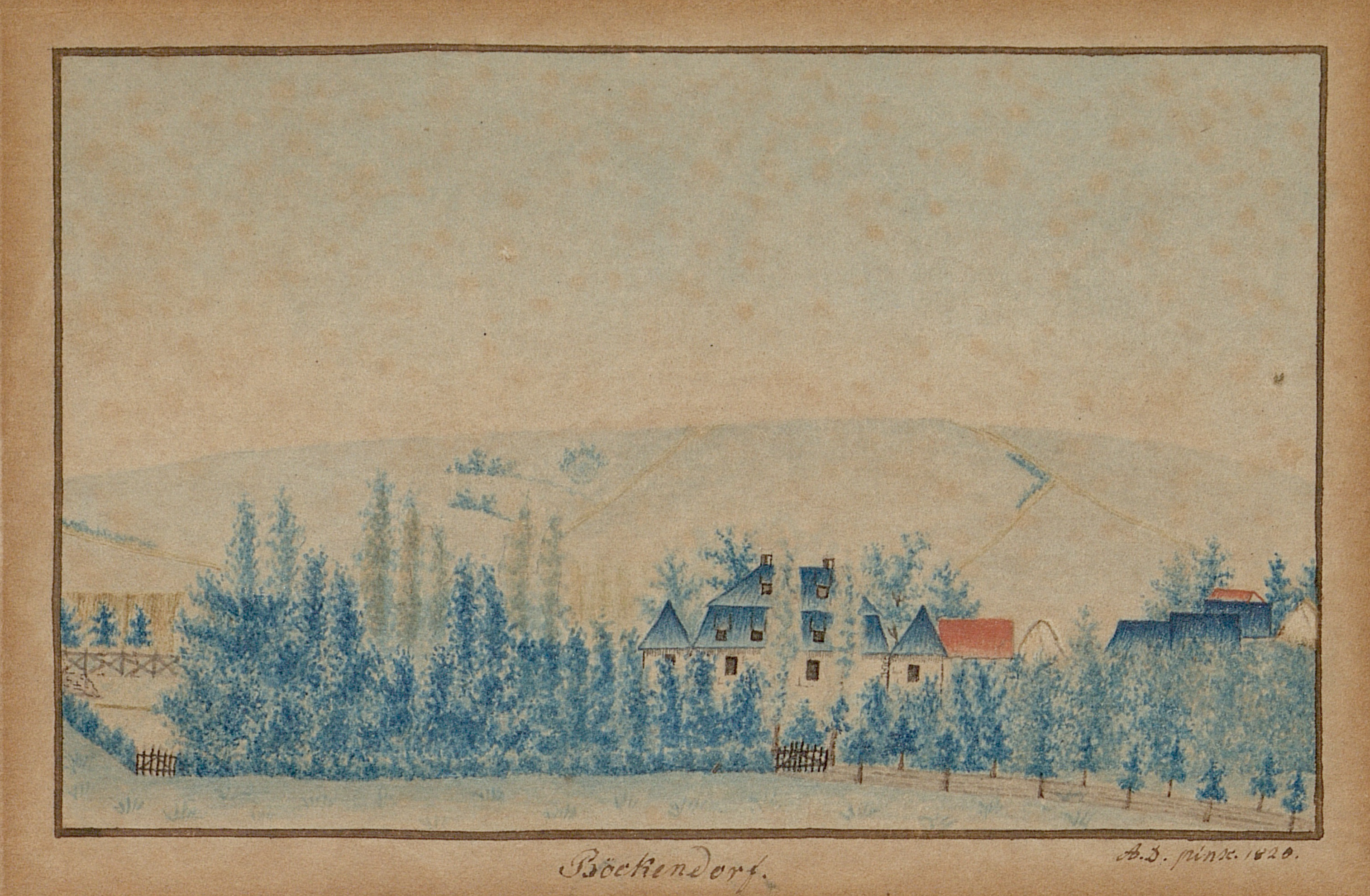
Schloss Bökerhof, Heimat von Annettes Mutter, geb. von Haxthausen, Aquarell von Annette von Droste-Hülshoff (1820)

Mit ihrer Mutter und ihrer Schwester Jenny besuchte Annette mehrfach für längere Zeit die mütterliche Familie von Haxthausen auf ihren Stammsitzen Haus  Bökerhof und Abbenburg bei Bellersen. Die jüngsten ihrer dortigen (Stief-)Onkel und -tanten und deren Freunde gehörten ihrer Generation an. Diese besuchte sie von dort aus, so u. a. Freifrau Dorothea von Wolff-Metternich auf Schloss Wehrden an der Weser, Franziska Gräfin von Bocholtz-Asseburg auf Schloss Hinnenburg bei Brakel, Fernandine Freifrau von Heereman von Zuydtwyck auf Burg Herstelle sowie ihren Onkel, den Domherrn Carl von Haxthausen in Hildesheim. Ihre damals in Göttingen studierenden Stiefonkel, Werner von Haxthausen und sein Bruder August von Haxthausen, bildeten u. a. mit den Brüdern Grimm den Mittelpunkt des Bökendorfer Romantikerkreises. In der Familie Haxthausen erzählte man gerne Gruselgeschichten – eine davon verarbeitete die Dichterin später zu ihrer berühmten Novelle Die Judenbuche. Auch Annette liebte das Erzählen von Schauergeschichten, denen sie später in ihren Balladen eine meisterhafte Form gab. In der Judenbuche fand auch ein längerer Besuch der Dichterin 1819 in der Asseburger Kurie in Neuenheerse bei ihrer Großtante mütterlicherseits Felicitas von Westphalen-Heidelbeck seinen Niederschlag. Auf ihren Reisen zwischen dem Münsterland und Ostwestfalen machte die Dichterin Station bei Verwandten in Schloss Heessen, Schloss Wewer und Schloss Erpernburg.
Der Kasseler Architekt Heinrich Wolff, der die 23-jährige Dichterin 1820 in Bökendorf kennenlernte, beschrieb sie als „äußerst geistvolles und schönes Mädchen, die etwas ungemein Liebenswürdiges und Anziehendes in ihrem Wesen hatte“, der Hamburger Kaufmannssohn Friedrich Beneke hielt über seine Gespräche mit ihr in seinem Tagebuch fest: „Eine solche scharfe Klarheit des Verstandes, so unbefangen und tief ist mir selten vorgekommen, und das neben einer so zarten, rührenden Unschuld und Gemütstiefe, neben so vieler Liebe. Das ganze gehalten von bedeutender Geisteskultur und Bildung.“
Bereits mit 23 Jahren hatte sie, zunächst für die fromme zweite Frau ihres Großvaters Werner Adolph von Haxthausen, u. a. den ersten Teil ihres bedeutenden Gedicht-Zyklus Das geistliche Jahr vollendet. Aber weder von ihren mütterlichen Verwandten noch von deren Freunden bekam die junge Dichterin Anerkennung für ihre Schriftstellerei. Zwar faszinierte sie, doch schreckten ihre – als männlich empfundene – geistige Überlegenheit und ihr Zugang zum Übersinnlichen auch ab, so dass sie kein gutes Haar an ihrer Dichtung ließen. Annette erlitt dort ihre sogenannte Jugendkatastrophe, eine Liebesintrige: weil sie den von ihren ostwestfälischen Verwandten vorgeschickten August von Arnswaldt nicht zurückgewiesen hatte, gaben ihr diese Verwandten die Schuld am Zerwürfnis mit Heinrich Straube. Dies erschütterte sie tief, ließ aber zugleich ihre geistliche Dichtung reifen. Die Jahre danach verbrachte sie zurückgezogen, aber auch behütet in ihrem Elternhaus Hülshoff und wandte sich stark der Musik zu. Im Umfeld von Bökendorf hatte sie schon 1818 in Kassel Amalie Hassenpflug kennengelernt, mit der sie ab 1837 eine tiefe Freundschaft bis zu ihrem Tode verband. Besonders in den Jahren 1838 bis 1839 hatte Amalie großen Einfluss auf die Droste, und mehrere Gedichte sind ihr gewidmet.

#### Rheinland
Annette von Droste-Hülshoff war eine geistreiche, humorvolle und unterhaltende Gesprächs- und Korrespondenzpartnerin, führte jedoch meist gezwungenermaßen ein zurückgezogenes und eingeengtes Leben. Wegen ihrer gesundheitlichen Einschränkungen und der nötigen Ruhe für ihre Arbeit wich sie zunehmend Reiseplänen ihrer Mutter aus, die hauptsächlich ausgedehnte Familienbesuche zum Ziel hatten. Zwar konnte die Dichterin bei ihren Reisen entlang des Rheins schon die ersten Dampfschiffe und später auch Eisenbahnen benutzen, doch mussten die übrigen Strecken auf teilweise schlechten Straßen mühsam mit der Kutsche zurückgelegt werden. Eine erste größere und längere Reise allein führte sie 1825, ein Jahr vor dem Tod ihres Vaters, an den Rhein nach Köln, wo sie die Bibliothek ihres Stiefonkels Werner von Haxthausen ordnete und von wo aus sie Tanzbälle besuchte – ihre Familie hoffte nach der Schließung der Damenstifte, sie durch eine Verheiratung materiell abzusichern, doch ergab sich das nicht. Durch Werner von Haxthausen und seine Frau Betty (geb. von Harff-Dreiborn) befreundete sie sich dort u. a. mit Sibylle Mertens-Schaaffhausen. In Köln begegnete sie 1826 auch Werners Freunden Friedrich Schlegel und Sulpiz Boisserée sowie Guido Görres, der später auch Gast in Rüschhaus und Meersburg war. Deren Begeisterung für den Weiterbau des Kölner Domes regte Droste noch 1841 zu ihrem „Notturno“ Meister Gerhard von Köln und 1844 zu ihrem kritischen Gedicht Die Stadt und der Dom. Eine Carricatur des Heiligsten an. Von Köln aus besuchte sie erstmals 1825 – länger, als mit ihrer Familie vereinbart war – Bonn und Koblenz. In Bonn, wo ihr Lieblingsvetter Clemens-August von Droste zu Hülshoff lebte, lernte sie auch seine Universitäts-Kollegen Joseph Eduard d’Alton, Georg Hermes, Johann Wilhelm Joseph Braun und Johann Heinrich Achterfeld kennen, die sie wenig interessant fand. Sie lernte auch August Wilhelm Schlegel kennen, dessen sprichwörtliche Eitelkeit sie jedoch abstieß. Dort freundete sie sich auch mit Adele Schopenhauer an, die ihrerseits in Weimar mit Goethes Schwiegertochter Ottilie aufgewachsen war. Sie bezeichnete Annette als „das geistreichste Wesen, was ich unter Frauen kenne“. In Bonn, das sie bis 1842 mehrfach besuchte, begegnete Annette von Droste-Hülshoff außerdem der jungen Johanna Kinkel. In Koblenz besuchte sie ihre Freundin aus Münsteraner Jugendtagen, Wilhelmine von Thielmann.

#### Rüschhaus

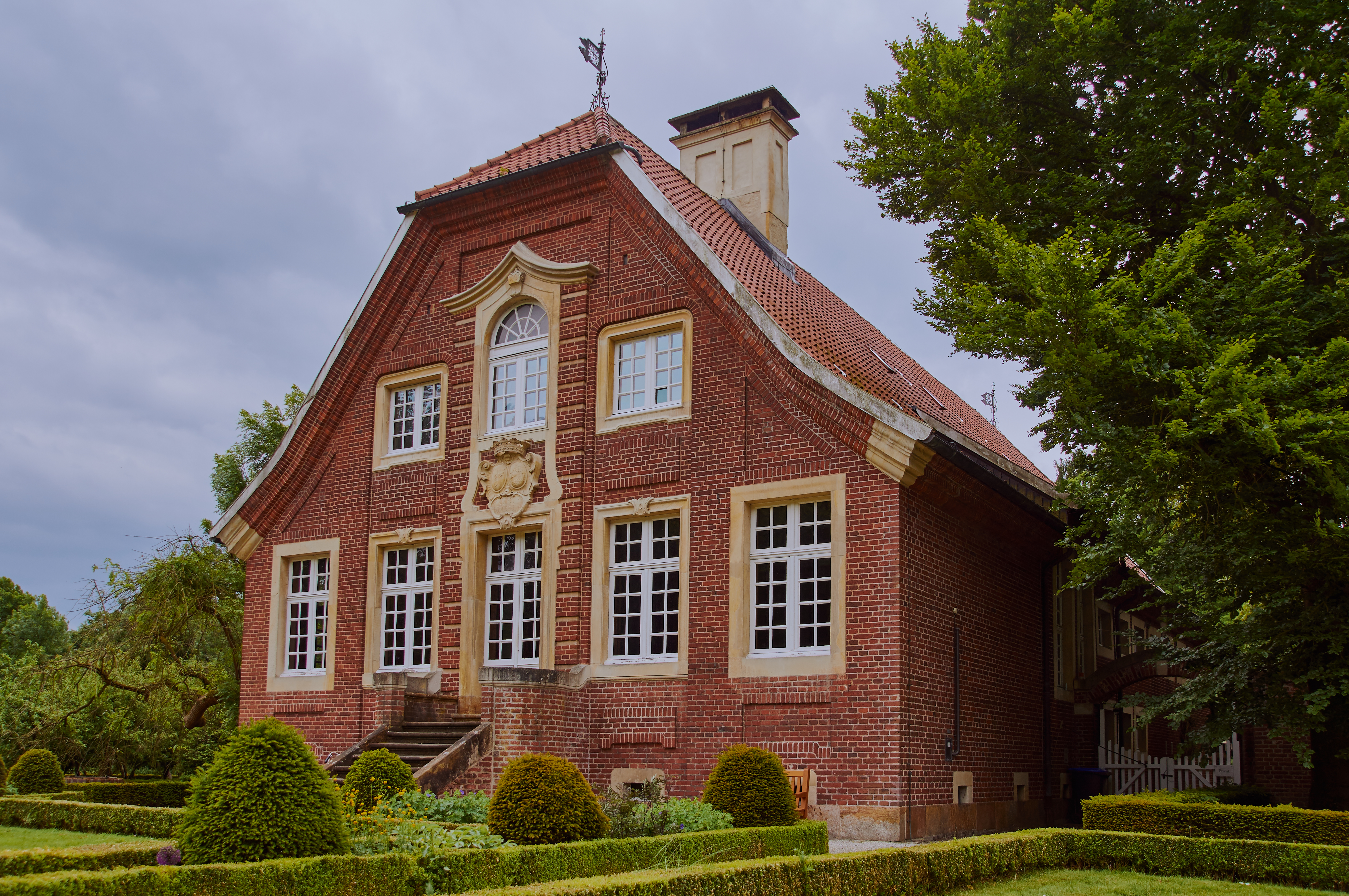
Haus Rüschhaus

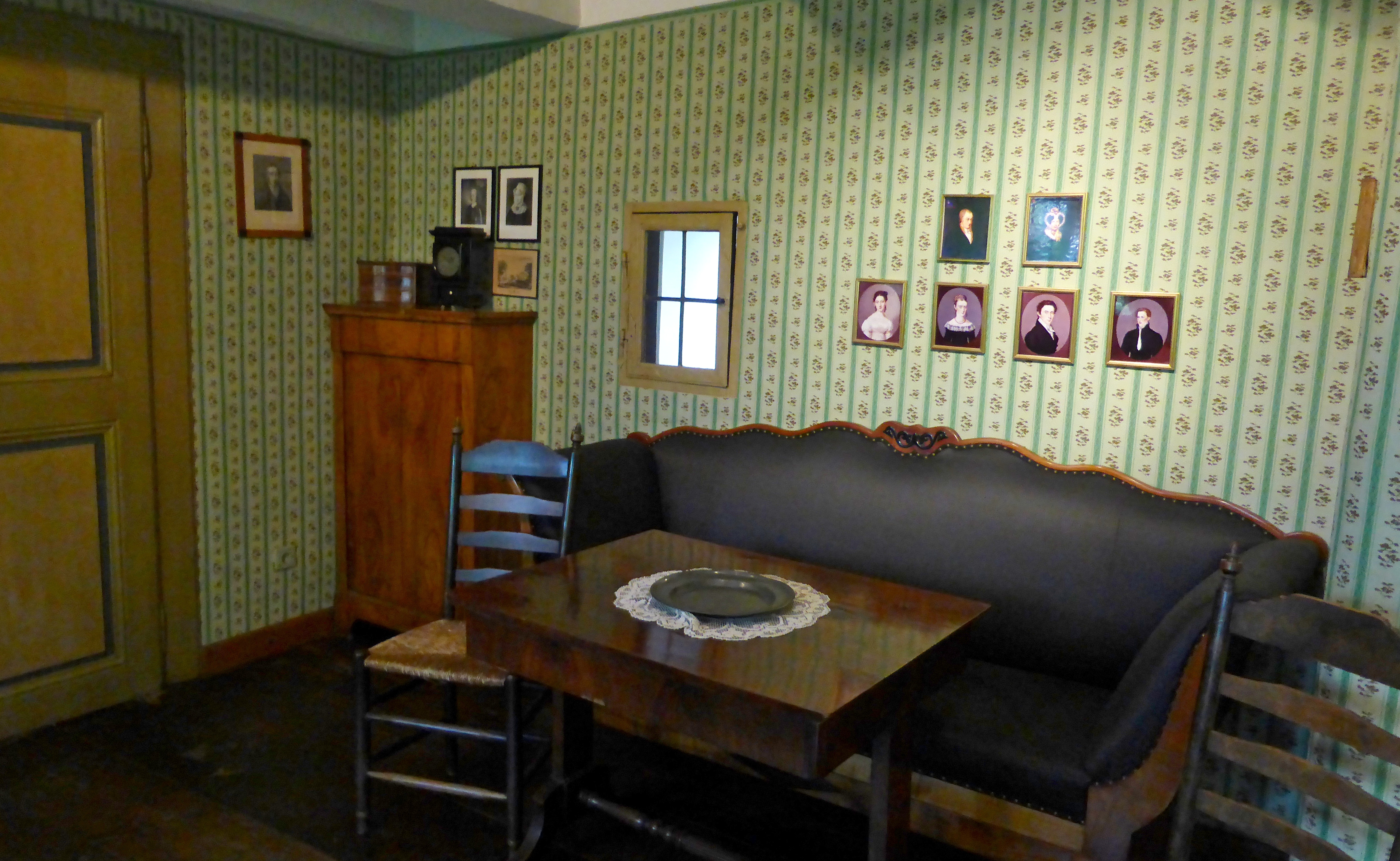
Haus Rüschhaus, das Droste-Zimmer

Nach dem Tod ihres Vaters 1826 wurde der Familienbesitz von ihrem Bruder Werner-Constantin übernommen, so dass sie und ihre ältere Schwester Jenny mit ihrer Mutter auf deren Witwensitz übersiedelten, das Haus Rüschhaus bei Gievenbeck, nicht weit von der Stadt Münster. Dort bewohnte Annette eine kleine Wohnung, die sie ihr „Schneckenhaus“ nannte. Auf engstem Raume pflegte die Dichterin jahrelang ihre Amme, der sie ihr Leben verdankte; sie war stolz, dass sie – trotz oder wegen ihrer eigenen Krankheiten – Kranke, darunter 1831 ihre Freundin Sibylle Mertens-Schaaffhausen, gut pflegen und ihren Bruder Ferdinand und ihren Stief-Onkel Fritz v. Haxthausen im Sterben begleiten konnte, auch wenn sie dadurch so manchen guten Einfall nicht mehr zu Papier bringen konnte. Annette bezog eine Apanage von ihrem Bruder Werner-Constantin, von der sie allerdings ein Kostgeld an ihre Mutter sowie Reisekosten bezahlen musste. Ihre Versorgung, die – übertragen auf heutige Verhältnisse – ungefähr dem Gehalt eines Volksschullehrers entsprach, reichte bei sparsamer Lebensweise zu ihrem Unterhalt und auch zu einer gewissen Wohltätigkeit aus, über deren Ausnutzung sie gelegentlich klagte. Andererseits musste sie sich in Vertretung ihrer reiselustigen Mutter, insbesondere nach dem Auszug ihrer Schwester Jenny, um die Verwaltung des kleinen Gutes und familiäre Angelegenheiten kümmern. Gleichwohl konnte Annette ihrer Liebhaberei nachgehen, dem Sammeln von Fossilien, Münzen und Antiquitäten, die in der Verwandtschaft getauscht wurden. In Rüschhaus war sie auch Gastgeberin ihres Freundeskreises. In dem damals abgelegenen, noch von Heide umgebenen Gehöft entstanden drei große Versdichtungen, zahlreiche Gedichte und Balladen sowie der Entwurf ihrer berühmten Novelle Die Judenbuche.
Annette von Droste-Hülshoff besuchte von Rüschhaus aus den Literatursalon der 1831 nach Münster gezogenen Elise Rüdiger, dem sich ab 1837 auch Levin Schücking anschloss. Er beschrieb die außergewöhnliche Ausstrahlung der Dichterin rückblickend wie folgt:

„Diese wie ganz durchgeistigte, leicht dahinschwebende, bis zur Unkörperlichkeit zarte Gestalt hatte etwas Fremdartiges, Elfen-haftes; sie war fast wie ein Gebilde aus einem Märchen. Die auffallend breite, hohe und ausgebildete Stirn war umgeben mit einer ungewöhnlich reichen Fülle hellblonden Haares, das zu einer hohen Krone aufgewunden auf dem Scheitel befestigt war. Die Nase war lang, fein und scharf geschnitten. Auffallend schön war der zierliche, kleine Mund mit den beim Sprechen von Anmut umlagerten Lippen und feinen Perlenzähnen. Der ganze Kopf aber war zumeist etwas vorgebeugt, als ob es der zarten Gestalt schwer werde, ihn zu tragen; oder wegen der Gewohnheit, ihr kurzsichtiges Auge ganz dicht auf die Gegenstände zu senken. Zuweilen aber hob sie den Kopf, um ganz aufrecht den zu fixieren, der vor ihr stand; und namentlich dann, wenn sie irgendeine humoristische Bemerkung oder einen Scherz machte dann hob sich lächelnd ihr Haupt, und wenn sie neckte, lag dabei auf ihrem Gesichte etwas von einem vergnügten Selbstbewußtsein, von einem harmlosen Übermut, der aus dem ganz außergewöhnlich großen, trotz seiner Gutmütigkeit so scharf blickenden Auge leuchtete“

Trotz ihres schon bedeutenden Werkes konnte Annette v. Droste-Hülshoff erst im Alter von 41 Jahren 1838 ihren ersten Gedichtband in Münster herausbringen. Er erschien – aus Rücksicht auf Bedenken ihrer Familie gegenüber der damals allgemein in geringem Ansehen stehenden "Weiberschriftstellerei" – mit Unterstützung ihrer Freunde Christoph Bernhard Schlüter und Wilhelm Junkmann halb anonym und hatte, trotz einiger positiver Rezensionen, nur geringen Erfolg. Außer bei ihrer Mutter und ihrer Schwester stieß er in der Verwandtschaft der Dichterin auf Kritik.

#### Eppishausen (Thurgau)/Schweiz
Bedeutend für ihr literarisches Wirken waren die Reisen der Dichterin an den Bodensee. Dort lebte, zunächst auf Schloss Eppishausen im Thurgau (Schweiz), ihr späterer Schwager, Freiherr Joseph von Laßberg („Sepp von Eppishusen“). Er war Sammler und Erforscher mittelalterlicher Literatur und Freund zahlreicher Philologen und Dichter. Schon vor seiner Hochzeit mit Annettes Schwester Jenny hatte er durch seine Informationen zum Entstehen des Epos Hospiz auf dem großen Sankt Bernhard der Dichterin, die nie auf dem Großen St. Bernhard gewesen ist, beigetragen. 1835/1836, während der schwierigen Schwangerschaft ihrer Schwester, reiste die Dichterin in Begleitung ihrer Mutter erstmals in die Schweiz. Sie lebte dann fast ein Jahr lang auf diesem Besitz ihres Schwagers und unternahm von dort aus gelegentlich Ausflüge bis in die Appenzeller Alpen und zur Familie Thurn-Valsassina auf Schloss Berg TG, die in Gedichten und Briefen ihren literarischen Niederschlag fanden. Sie befasste sich dort mit mittelalterlicher Literatur, insbesondere dem Lochamer Liederbuch und wurde u. a. bekannt mit den Schweizer Geschichtsforschern Johann Adam Pupikofer und Johann Caspar Zellweger.

#### Altes Schloss Meersburg

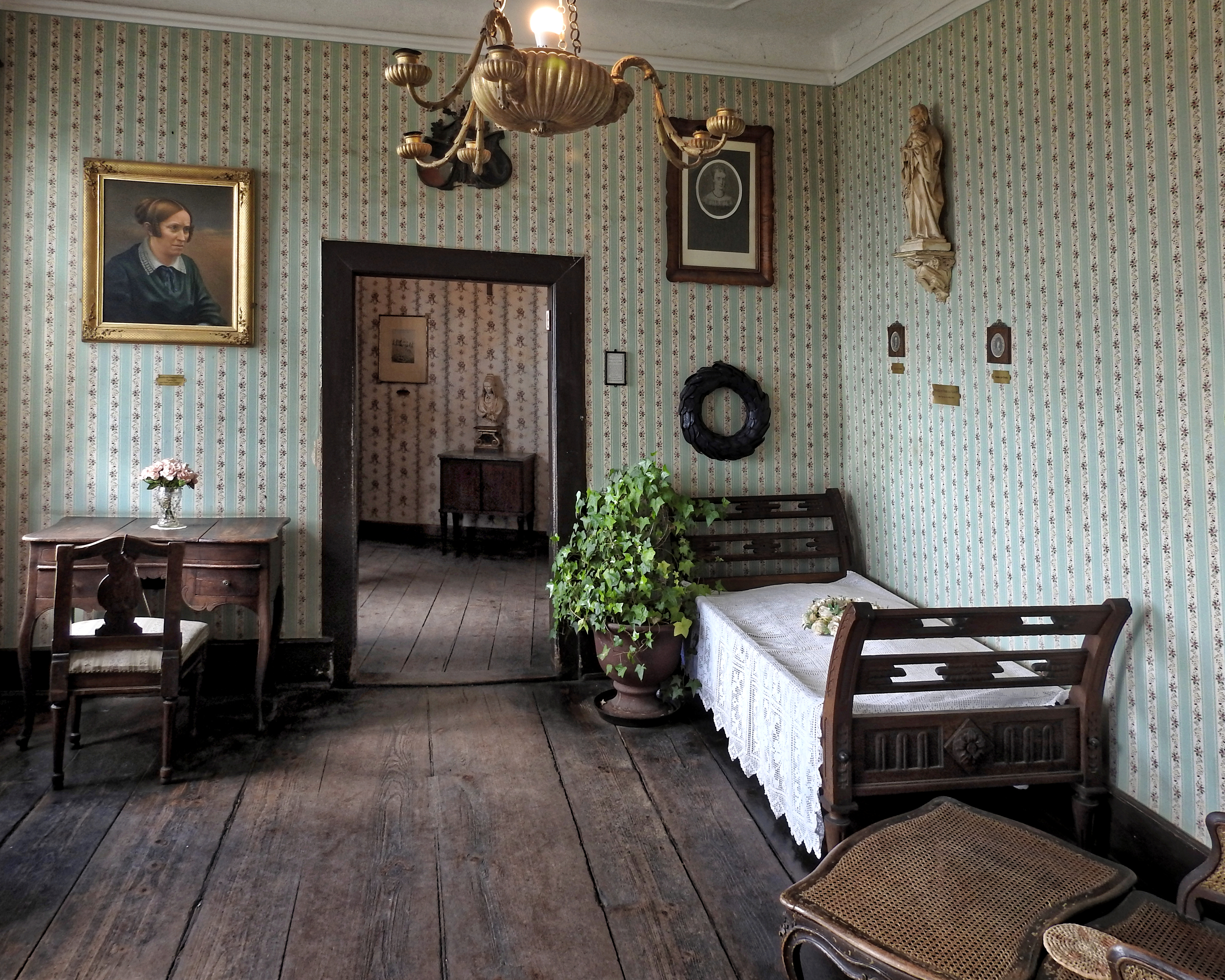
Droste-Hülshoffs Sterbezimmer in der Burg Meersburg.

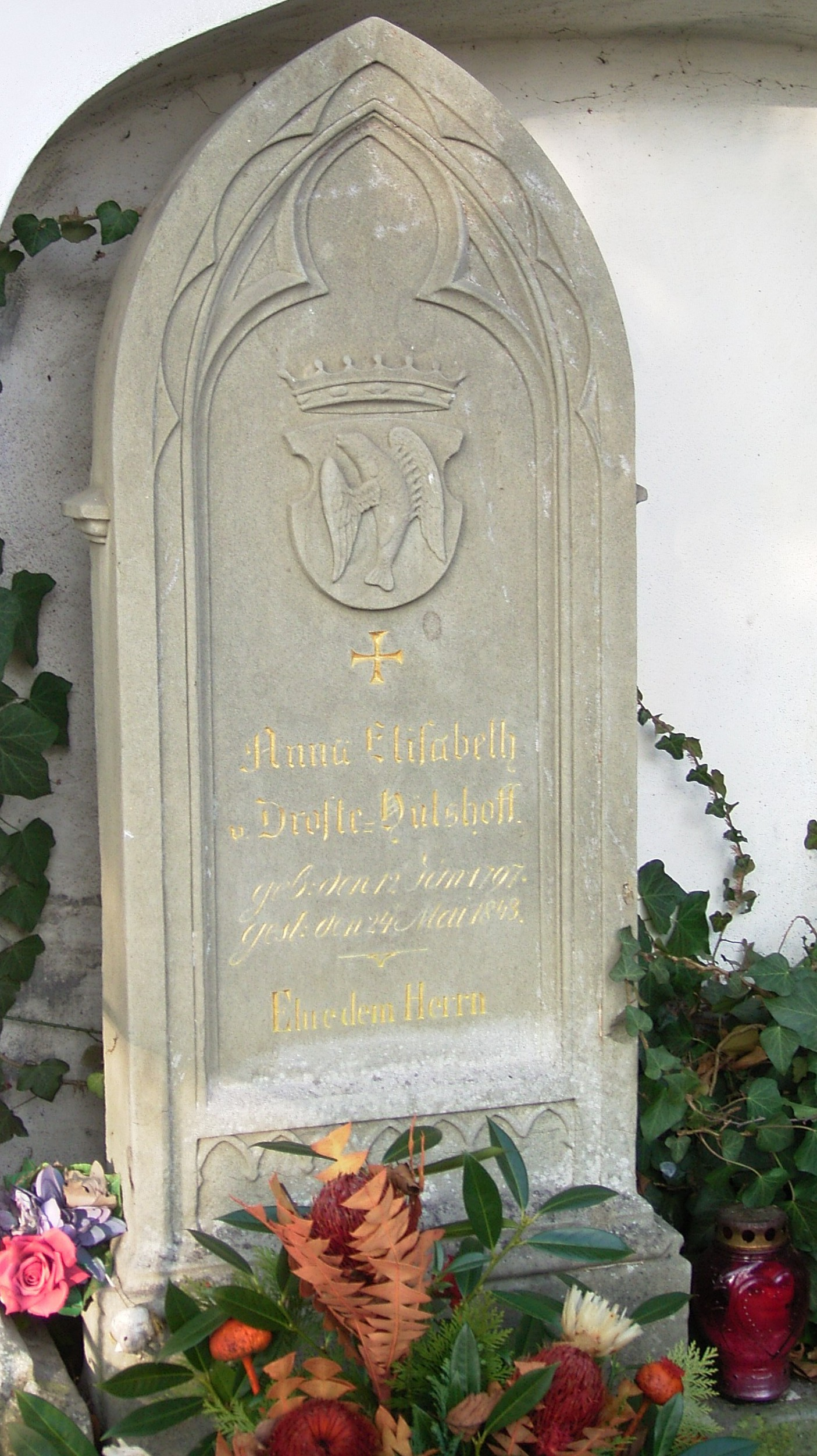
Grabstein in Meersburg, 2006

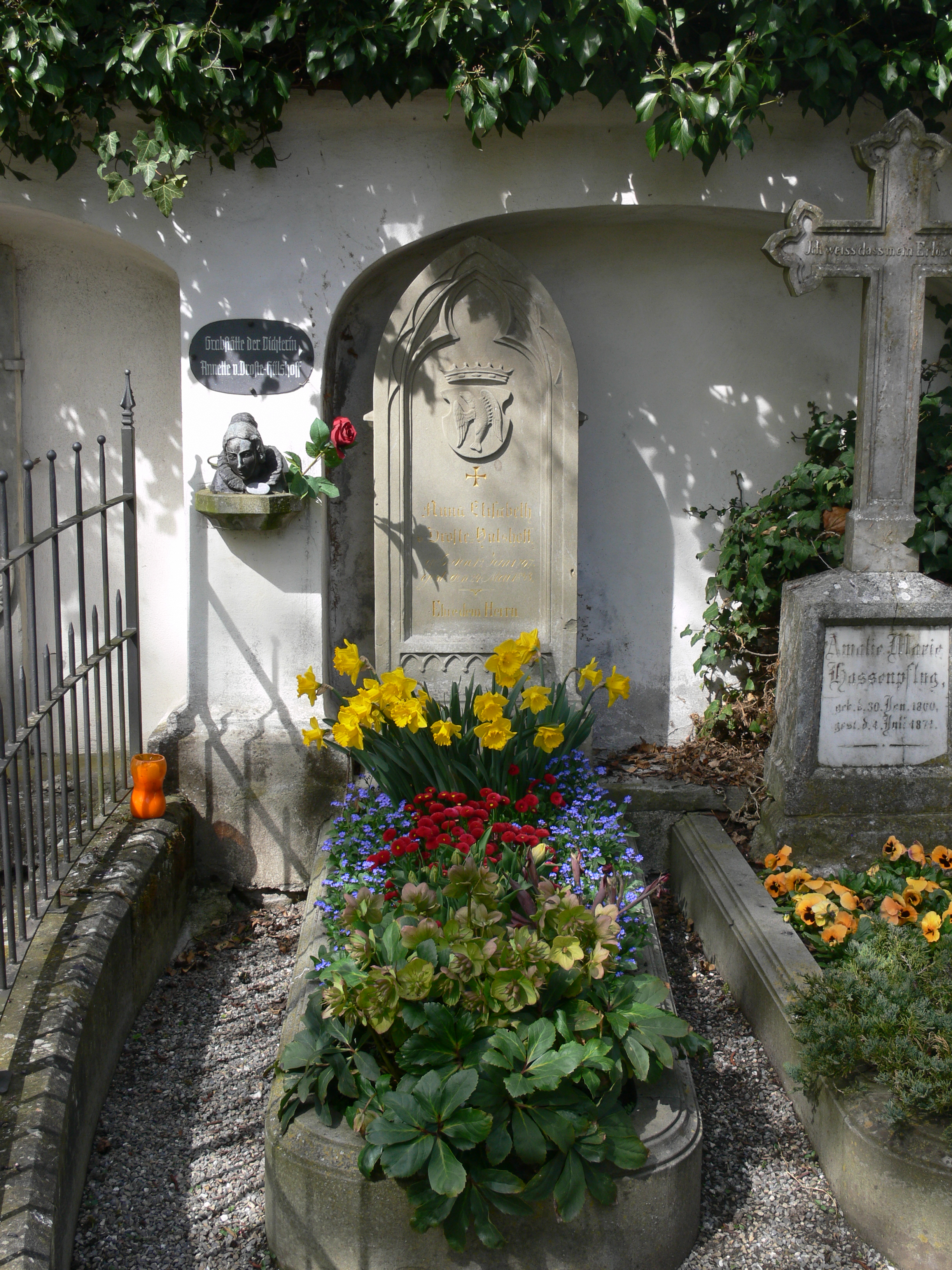
Grab von Annette von Droste-Hülshoff auf dem Friedhof Meersburg, rechts daneben das ihrer Freundin Amalie Hassenpflug

Ab 1841 wohnte die Dichterin vorwiegend bei ihrer Schwester und ihrem Schwager auf Schloss Meersburg am Bodensee. Im Winter 1841/42 wurde durch ihre Vermittlung ihr literarischer „Ziehsohn“ Levin Schücking dort Bibliothekar. Die sog. „Dichterwette“ mit ihm inspirierte sie zu einer großen Fülle lyrischer Gedichte. Wie auch viele ihrer dortigen Gedichte zeigen, sah Annette ihr Zuhause aber bis 1846 im Rüschhaus bei Nienberge, wo sie bei ihrer Mutter wohnte, diese auch gelegentlich in der Haushaltung unterstützte und immer wieder ihre Neffen und Nichten in Burg Hülshoff und Haus Stapel unterrichtete.
Auf Schloss Meersburg hatte die Dichterin eine abgetrennte Wohnung, zu der auch ein Turm gehörte, von dem aus sie einen weiten Blick über den Bodensee genoss. Dort hielt ihr ihre Schwester den Rücken frei von gesellschaftlichen Verpflichtungen, andererseits war sie in deren Familie geborgen, zu der auch zwei Zwillingskinder gehörten. Sie und ihr Schwager Joseph von Laßberg schätzten sich zwar, er und die bei ihm verkehrenden Germanisten und Historiker, zu denen auch die Dichter Ludwig Uhland, Karl Simrock und Justinus Kerner zählten, lebten allerdings geistig „in einer anderen Welt“. Auch der damals schon betagte Ignaz Heinrich von Wessenberg, der sie zum Kennenlernen aufsuchte, blieb ihr fremd. Freundschaft fand sie jedoch ab 1842 bis zu ihrem Tode mit Charlotte Fürstin zu Salm-Reifferscheidt, die auf dem benachbarten Schloss Hersberg lebte. Ab 1844 erfreute sie dort die Anhänglichkeit der jungen, hochbegabten Philippa Pearsall, die mit ihrem Vater auf Schloss Wartensee am anderen Seeufer lebte und der sie ein Gedicht An Philippa widmete. In Meersburg fand die Dichterin die Balance zwischen Gesellschaft und Einsamkeit. Unter den dortigen Bürgern, „Leuten aus der alten Schule, die so ehrerbietig und doch würdig ihre Stellung auszufüllen wissen“, erholte sie sich.
Durch die geschickte Verhandlung ihres jüngeren Freundes und Förderers Levin Schücking mit der Cotta’schen Verlagsbuchhandlung erhielt Annette von Droste-Hülshoff erstmals ansehnliche Honorare für den Abdruck der Judenbuche im Morgenblatt für gebildete Stände und für ihren zweiten Gedichtband, der in diesem Verlag 1844 unter voller Namensnennung erschien und deutlich größere Resonanz erzielte. Hiervon konnte sie bei einer Versteigerung am 17. November 1843 ein Haus, das Fürstenhäusle, erwerben, in Aussichtslage oberhalb der Stadt Meersburg gelegen mit einem kleinen dazugehörigen Weinberg. Sie freute sich sehr darüber, konnte es aber wegen ihrer abnehmenden Gesundheit kaum mehr richtig genießen. Am Nachmittag des 24. Mai 1848 starb Annette von Droste-Hülshoff in ihrer Wohnung auf Schloss Meersburg am Bodensee, umsorgt von der Familie ihrer Schwester und ärztlich betreut von Laßbergs Sohn Hermann von Liebenau, vermutlich an einer schweren Lungenentzündung. Ihre letzten, von ihrer Schwester Jenny berichteten Worte sollen gewesen sein: „Ja! der liebe Gott meint es gut mit mir!“ Ihr Grab befindet sich in der Familiengrabstätte Laßberg-Droste zu Hülshoff auf dem Friedhof Meersburg in Meersburg nahe der alten Friedhofskapelle; neben ihr fanden ihre Freundin Amalie Hassenpflug und in der Nähe mehrere ihrer Verwandten ihre letzte Ruhe.

### Droste-Hülshoff als Schriftstellerin

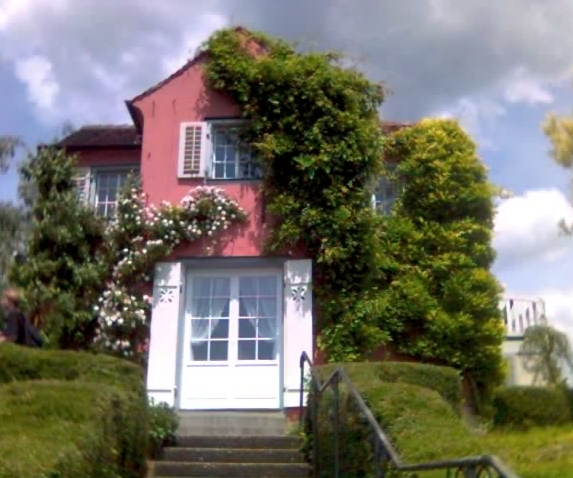
Fürstenhäusle in Meersburg, ehem. Besitz der Dichterin, heute Droste-Museum

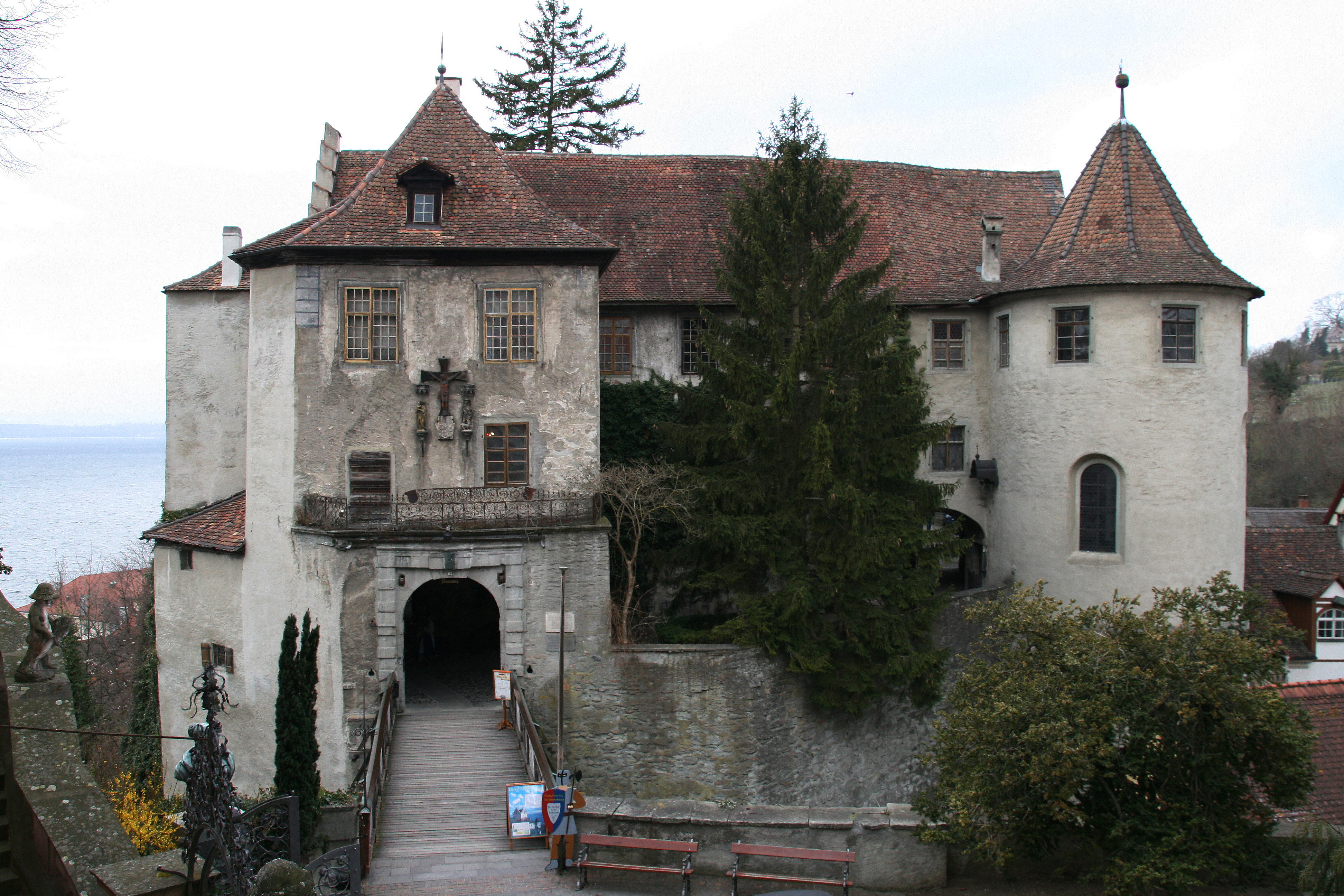
Die Ostseite der Burg Meersburg, Blick vom Neuen Schloss

Annette von Droste-Hülshoff las seit früher Jugend viel und war gut über die deutsch-, englisch- und französischsprachige Literatur und die aktuellen literarischen Diskurse informiert. Schon ab ihrer Jugend stand sie über Anton Mathias Sprickmann, Wilhelmine von Thielemann und Adele Schopenhauer in Verbindung mit nahen Bekannten von Goethe und Schiller. Sie nutzte nicht nur ausgiebig die Hausbibliotheken an den Familiensitzen, sondern war eine eifrige Kundin der Bücherverleiher und Mitglied eines literarischen Salons in Münster, der sogenannten Heckenschriftsteller-Gesellschaft, den ihre enge Freundin Elise Rüdiger gegründet hatte und dem auch ihr literarischer Ziehsohn Levin Schücking angehörte. Zwar stand sie in brieflichem Kontakt mit zahlreichen intellektuellen Zeitgenossen innerhalb und außerhalb ihrer Familie; ihr Briefwechsel enthält viele literarische Kostbarkeiten und zeigt ihr klares Urteil über jüngere Schriftsteller, wie z. B. Ferdinand Freiligrath und den von ihr geförderten Wilhelm Junkmann. Jedoch lehnte sie die Anpassung an Modeströmungen und Bemühungen um Bekanntheit ab und war selbstbewusst genug, ihren Nachruhm vorauszusehen.
Als die bereits 41-jährige Annette von Droste-Hülshoff 1838 bei Aschendorff ihren ersten Gedichtband – aus Angst vor der Reaktion noch halb anonym – veröffentlichte, war dies ein Misserfolg. Sie blieb jedoch ihrer Berufung treu, nahm ihre literarische Arbeit sehr ernst und war sich bewusst, große Kunst zu schaffen. Ihre Balladen wurden berühmt (u. a. Die Vergeltung und Der Knabe im Moor) wie auch ihre Novelle Die Judenbuche, die in viele Weltsprachen übersetzt und verfilmt wurde. Noch heute bedeutend ist auch ihre Lyrik. Die Natur des Münsterlandes, der Bodensee mit den Alpen und die geschichtsträchtigen Orte, an denen ihr Schaffen stattfand, wirkten inspirierend auf die Dichterin und wurden oft von ihr literarisch verarbeitet. Durch ihre eindringlichen Naturschilderungen wird sie noch heute als „die“ Dichterin Westfalens und auch des Bodensees wahrgenommen.
Droste-Hülshoff gilt zwar seit dem Kulturkampf als katholische Dichterin, jedoch war ihr konfessionelle Enge ein Gräuel – viele ihrer nahen Bekannten und auch Verwandten waren evangelisch. Sie setzte sich auch mit religionskritischen Schriften, z. B. von Ludwig Feuerbach, auseinander und äußerte sich kritisch über Konversionen zum Katholizismus, wenn sie modisch-romantische Motive vermutete. Die Entrüstung ihrer Verwandten über das Kölner Ereignis beschrieb sie distanziert, vielmehr stand sie kirchlichen Reformbewegungen nahe – ihr Lieblingsvetter Clemens-August von Droste zu Hülshoff war Hermesianer und ihr Briefwechsel mit Bischof Melchior Diepenbrock zeigt Sympathie zum geistlichen Reformer Johann Michael Sailer. Ein wichtiges Dokument tiefer Religiosität ist ihr Gedichtzyklus Das geistliche Jahr, in dem aber – typisch für die Zeit – auch die Zerrissenheit des Menschen zwischen aufgeklärtem Bewusstsein und religiöser Gläubigkeit gestaltet wird. Annette von Droste-Hülshoff legt dort für jeden Tag des Kirchenjahres ein Gedicht vor, was sie als eine ernsthaft um ihren Glauben ringende praktizierende Katholikin zeigt. Sie widmete den ersten Teil dieses Werkes ihrer Mutter mit einer Widmung, die vorhersah, dass ihre inneren Kämpfe von dieser nicht voll verstanden werden würden. Manche Andeutungen in diesem Werk werden heute auch als autobiographisch erachtet, da sie über 20 Jahre lang an dem gesamten Zyklus arbeitete.
Mit dem o. g. 17 Jahre jüngeren Literaten und Literaturkritiker Levin Schücking verband sie seit 1837 eine Dichterfreundschaft. Er war der Sohn der Dichterin und Freundin ihrer Eltern Katharina Sibylla Schücking, die starb, als Schücking ca. 17 Jahre alt war. Annette verhalf dem jungen Juristen zum Durchbruch, indem sie ihm anonym ihre Texte für das von ihm mit Freiligrath verfasste Werk Das malerische und romantische Westphalen überließ. Durch Annette von Droste-Hülshoffs Vermittlung wurde er 1841 bei ihrem Schwager auf Burg Meersburg Bibliothekar. Insbesondere unter der Inspiration ihrer mütterlichen Liebe und seiner literarischen Kenntnisse, die zu der sog. „Dichterwette“ führten, entstand in Meersburg ein Großteil der „weltlichen“ Gedichte. Die Abreise Schückings 1842, der weitere berufliche Entwicklung suchte und die Dichterin Louise von Gall heiratete, traf sie ebenso empfindlich, wie Indiskretionen über den Adel, die er, der sich der jungdeutschen Bewegung zuwandte, in seinem Werk Die Ritterbürtigen verarbeitete. So kam es – auch auf Druck ihrer Familie – zum Bruch der Beziehung mit ihrem Freund und Förderer.
Das Werk der Annette von Droste-Hülshoff gehört literaturgeschichtlich anfangs noch der Romantik, z. B. mit der Judenbuche aber schon dem Realismus an. Die große Dichterin wollte nicht zu ihren Lebzeiten berühmt, sondern „nach hundert Jahren noch gelesen“ werden. In ihrer – fast modern zu nennenden – Seelenschau, in ihrer Opferbereitschaft, in ihrem Selbstbewusstsein und in ihrer gestalterischen Kraft übertraf sie viele Zeitgenossen und -genossinnen und wurde so bis heute zum Vorbild vieler Frauen. Bis in die heutige Zeit wird sie nicht nur im Schulunterricht gelesen, sondern ihr Leben und Werk inspiriert zeitgenössische Autoren und besonders Autorinnen. Die Vielschichtigkeit ihrer Persönlichkeit und ihres Werkes bietet Ansatzpunkte für psychologische und parapsychologische Interpretationen, aber auch für Fehldeutungen im Licht zeitgenössischer Ideologien. Die Droste bleibt letztlich ein nie ganz ausschöpfbares geniales Dichterphänomen.

### Droste-Hülshoff als Musikerin und Komponistin

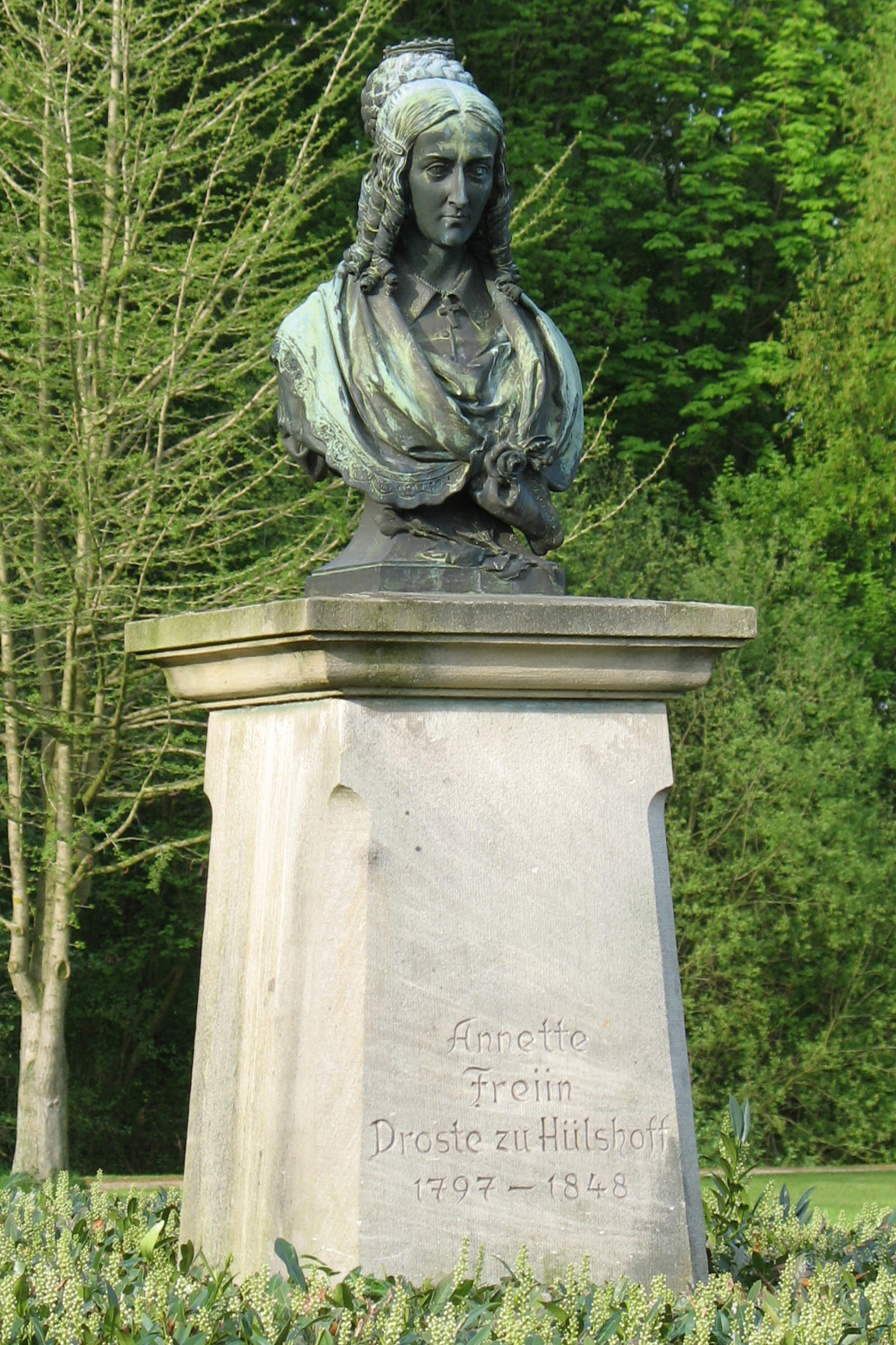
Büste im Garten von Burg Hülshoff, 2006

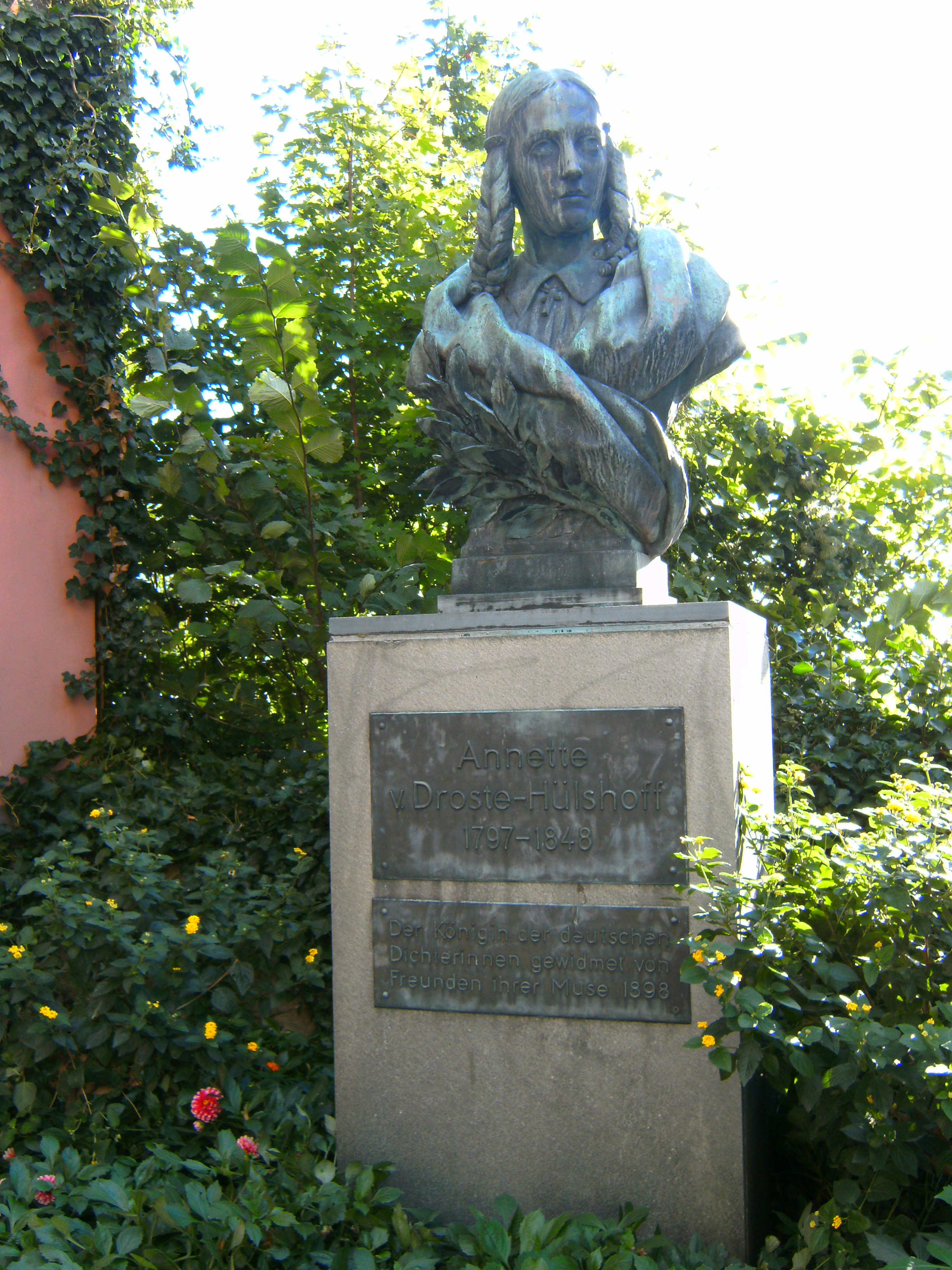
Meersburg, Zugang Altes Schloss: Büste der Annette von Droste-Hülshoff

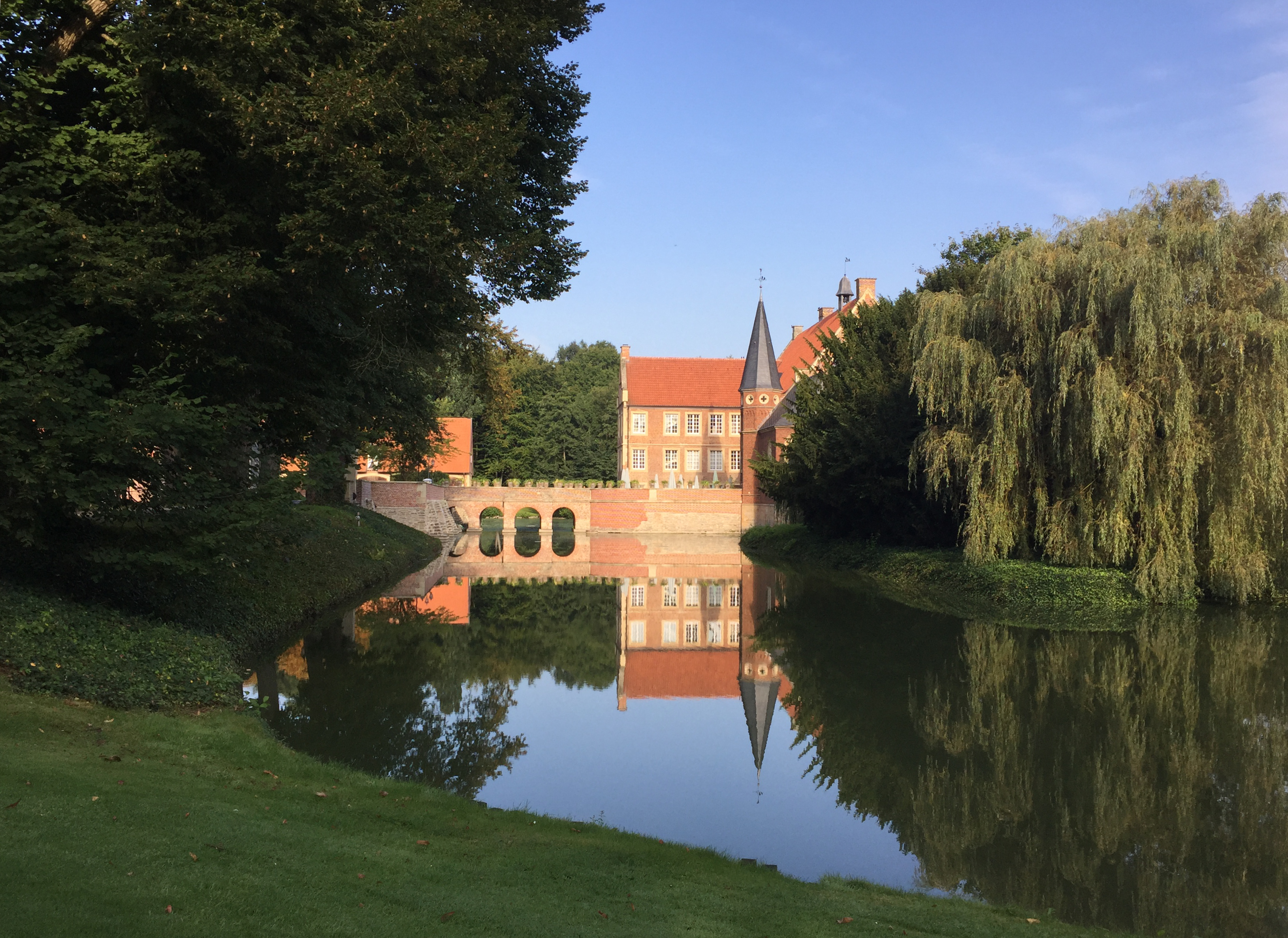
Burg Hülshoff

Annettes Werdegang zu einer der bedeutendsten Schriftstellerinnen ging zunächst mit dem einer Musikerin und Komponistin einher. Ihr Wirken als Komponistin wurde lange Zeit verdrängt oder vergessen. Dabei standen ihre Musik und ihr Dichten zunächst miteinander in Wechselwirkung.
Annettes Eltern waren offen für Musik, ihr Vater war selbst passionierter Violinist. Im Stammsitz der Droste-Hülshoffs auf Burg Hülshoff befindet sich noch heute eine ansehnliche Noten- und Musikmaterialien-Sammlung, die für das häusliche Musizieren im Familienkreis unerlässlich war. Die Kinder der Familie wurden oft in Konzert- und Musiktheaterveranstaltungen mitgenommen und mit der zeitgenössischen Musik vertraut gemacht. Annettes Onkel Maximilian-Friedrich von Droste zu Hülshoff war selbst Komponist und Freund Joseph Haydns. Ab 1809 erhielt Annette Klavier- und Orgelunterricht, u. a. beim Organisten der Stiftskirche Hohenholte. Sie wurde oft gebeten, vorzuspielen oder andere am Klavier zu begleiten – so perfektionierte sie nach und nach ihr Können. Im Jahre 1812 schrieb ihre Mutter Therese begeistert, dass sich die Tochter „mit aller Heftigkeit ihres Charakters auf’s Componieren geworfen“ habe.
Im Jahre 1820 gab Annette ihr erstes öffentliches Konzert in Höxter, bei dem sie unvorbereitet sowohl beim Gesang wie der Klavierbegleitung den Part anderer Mitwirkender übernahm. Erst spät, zwischen 1824 und 1831, erhielt Annette auch Gesangsunterricht. Über ihre Stimme wurde berichtet, sie sei „voll, aber oft zu stark u. grell, geht aber sehr tief, u. ist dann am angenehmsten“. Aus Köln wird berichtet, dass sie eine bessere Stimme als Angelica Catalani (1780–1849) gehabt habe, die als eine der besten Sopranistinnen ihrer Zeit galt. Annette gab auch anderen Familienmitgliedern Unterricht in Gesang und am Klavier.
Im Jahre 1821 bekam Annette von ihrem Onkel Maximilian eine Ausgabe seiner Kompositionslehre Einige Erklärungen über den General=Baß und die Tonsetzkunst überhaupt geschenkt, worüber sie freudig schreibt: „Was folgt daraus? Dass ich aus Dankbarkeit das ganze Werk von Anfang bis zu Ende durchstudiere und auswendig lerne!“ Optimal vorbereitet – auch durch das Studium zeitgenössischer Musikschriften und Kompositionen – begann Annette zu komponieren. Zu vier Opernprojekten entstanden mehr oder weniger ausgeführte Libretti und Musik. 1836 wurde sie während eines Aufenthaltes im Schweizerischen Eppishausen auf das Lochamer Liederbuch aufmerksam gemacht und angeregt, die darin enthaltenen Lieder für Singstimme und Klavier zu bearbeiten. So haben sich rund 74 Lieder aus ihrer Feder erhalten, die sich ganz auf die Gebote der damaligen Liederschulen berufen und sich durch ihre leichte und eingängige Singbarkeit auszeichnen.
Mit Clara Schumann und Robert Schumann stand Annette – über ihren Bruder Werner-Constantin – in brieflichem Kontakt: 1845 bat die berühmte Pianistin und Komponistin Annette – vergeblich – um ein Libretto, damit ihr Mann es vertone. Robert selbst hatte bereits ein Gedicht von Annette (Das Hirtenfeuer, op. 59,5) in Musik gesetzt, das 1844 in einer Gedichtsammlung erschienen war, die er sehr schätzte.
Annette spielte ihre eigenen Werke nie öffentlich. Erst 1877 kam ihr Wirken als Komponistin ans Licht, als Christoph Bernhard Schlüter (1801–1884) einige Werke aus dem Nachlass der Dichterin veröffentlichen ließ (Lieder mit Pianoforte-Begleitung. Componirt von Annette von Droste-Hülshoff). Er setzte ihr auch im Nekrolog von 1848 ein Denkmal, indem er „ihr großes Talent für Gesang und Musik“ hervorhob und auch, dass sie die „seltenste Gabe“ besaß, „Poesie in Musik und Musik in Poesie zu übersetzen“. Erst im 20. Jahrhundert wurde ihr Nachlass komplett gesichtet und somit auch ihre Musik eingehender untersucht.
Annette von Droste-Hülshoff verknüpfte ihre musikalische Begabung mit einem hohen Anspruch, was aber auch zu einem Konflikt mit ihren literarischen Ambitionen führte: „… das Operntextschreiben ist etwas gar zu Klägliches und Handwerksmäßiges.“ Letztlich hat sich Annette für die Poesie entschieden – die Musik trat in den Hintergrund. Ihr (musikalischer) Nachlass befindet sich heute als Dauerleihgabe in der Universitäts- und Landesbibliothek Münster.

## Porträts und Fotografien
Ihre Schwester Jenny malte mehrere Porträts der Dichterin. Eine Miniatur, die 1820 von Jenny geschaffen worden war, diente später als Vorlage für die Gestaltung der vierten Serie der 20-DM-Banknote mit ihrer berühmten Schwester. Als Jugendliche war Annette von Droste-Hülshoff um 1818 auch von C. H. N. Oppermann gemalt worden.
Neben einer Zeichnung von Adele Schopenhauer aus dem Jahr 1840 existieren viele Gemälde von Johann Sprick (1808–1842), den sie oft finanziell unterstützte.
Fotografisch porträtiert wurde sie von Friedrich Hundt, durch den Daguerreotypien von Annette von Droste-Hülshoff der Nachwelt erhalten blieben.

## Ehrungen

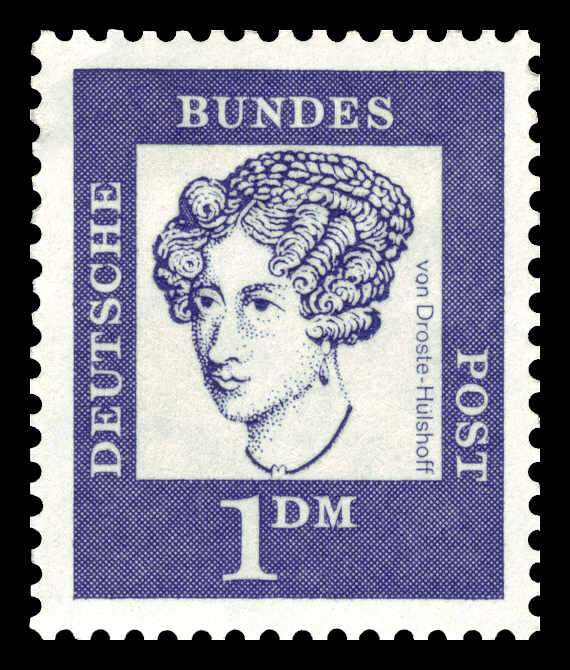
Briefmarke 1961

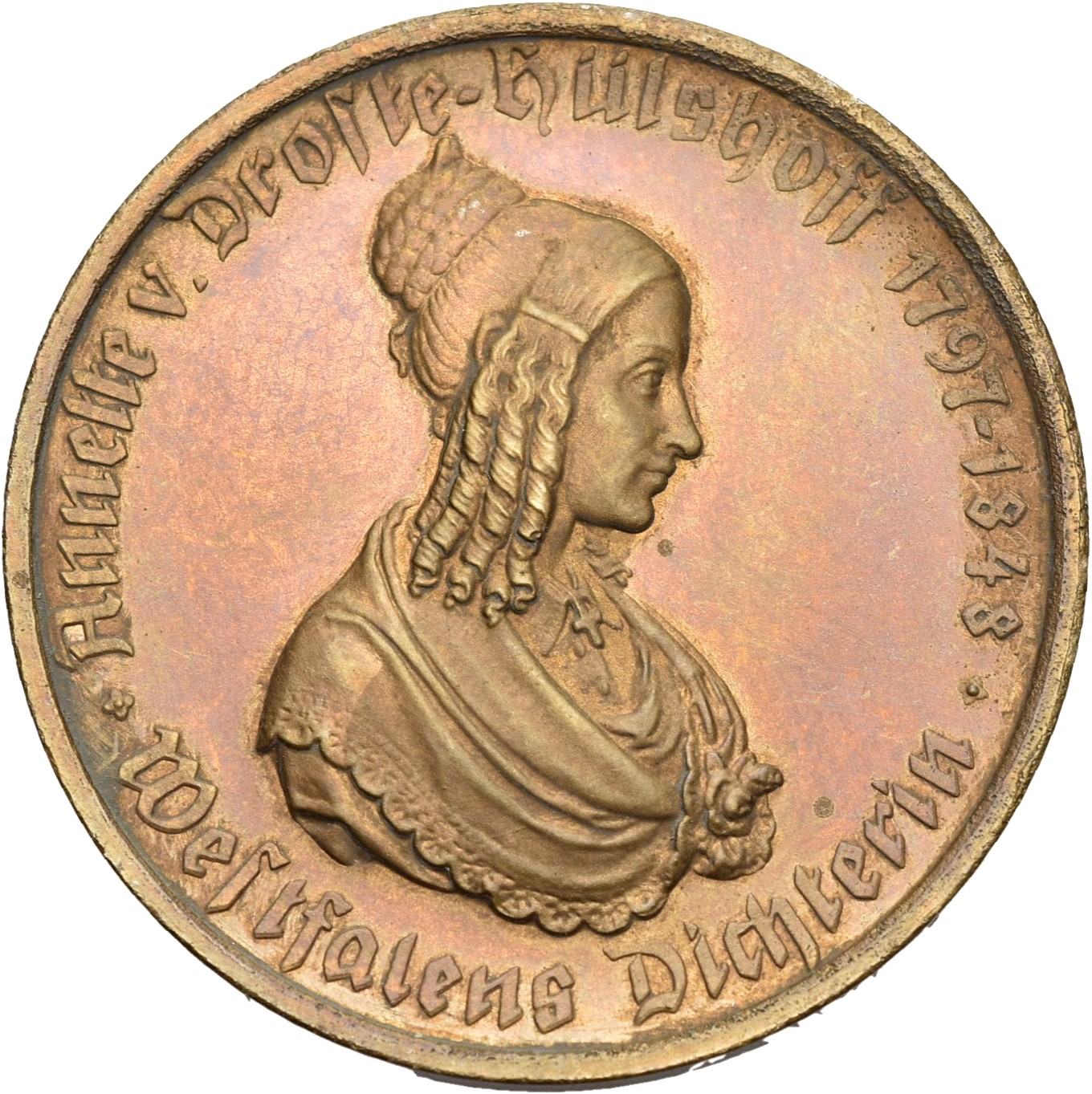
500 Mark der Provinz Westfalen, Notmünze von 1923 mit dem Brustbild von Annette v. Droste-Hülshoff, Vorderseite.

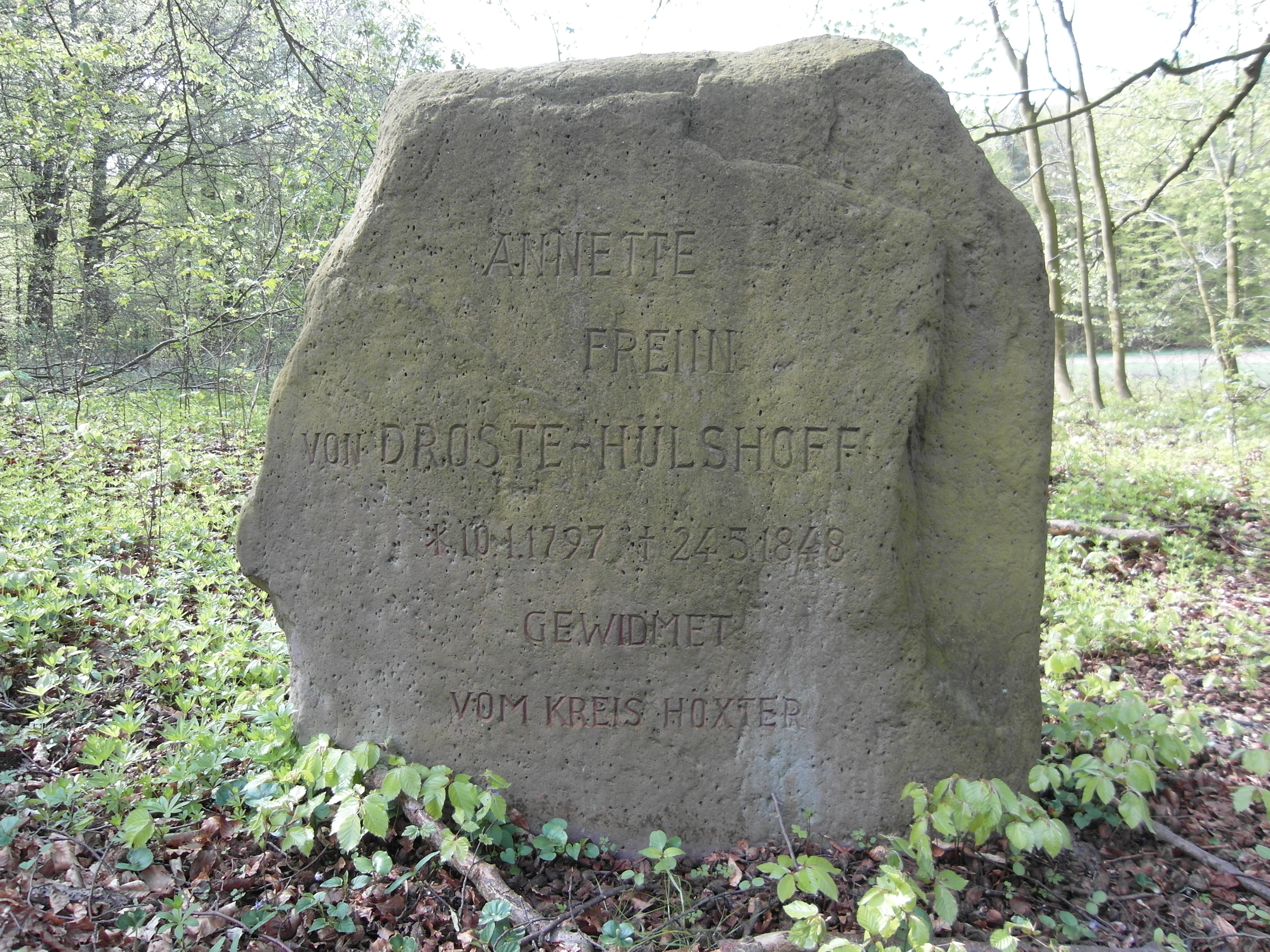
Droste-Stein im Königslau, einem Wald in der Nähe von Bökendorf, 2012

Neben der bereits erwähnten 20-DM-Banknote war Annette von Droste-Hülshoff auch als Motiv auf zwei deutschen Briefmarken-Dauerserien zu sehen: ab 1961 im Rahmen der Serie Bedeutende Deutsche und ab 2002 im Rahmen der Serie Frauen der deutschen Geschichte. Anlässlich des 225. Geburtstages wurden im Januar 2022 eine Sonderbriefmarke und eine 20-Euro-Silbermünze herausgegeben.
Der Annette-von-Droste-Hülshoff-Preis, der Asteroid (12240) Droste-Hülshoff und der Droste-Preis der Stadt Meersburg wurden nach ihr benannt. Mehrere Schulen und Straßen in zahlreichen Städten führen ihren Namen.
1896 wurde in Münster ein Denkmal mit einer von Anton Rüller geschaffenen Bronzebüste zum 100. Geburtstag von Annette von Droste-Hülshoff am Kanonengraben in Münster feierlich enthüllt. 1905 wurde das Denkmal an die Kreuzschanze versetzt. Im Schlosspark von Burg Hülshoff befindet sich ein Denkmal von Anton Rüller und Heinrich Fleige aus dem Jahr 1896. Das Denkmal diente als Vorlage für eine Büste, die sich heute in der Nähe der Burg Meersburg befindet. Sie wurde kurz danach von Emil Stadelhofer gefertigt und zum 50. Todestag der Droste 1898 enthüllt. Auch für das Brustbild auf einen Teil der Notmünzen der Provinz Westfalen, den Notmünzen mit dem Brustbild von Annette v. Droste-Hülshoff und der dazugehörigen Zwittermedaille wurde dieses Denkmal als Vorlage verwendet.
Der Droste-Stein im Königslau, einem Wald in der Nähe von Bökendorf, wurde im Jahr 1964 zur Erinnerung an Annette von Droste-Hülshoff errichtet. Der Hinweis auf den Standort der Judenbuche beruht auf einem Irrtum. Der Mord an dem Juden Soistmann Berend aus Ovenhausen am 10. Februar 1783, der die Droste zu ihrer Novelle Die Judenbuche anregte, geschah am Südhang des Berges auf dem Waldweg von Bökendorf nach Ovenhausen. 
Droste-Turm heißt ein Turm beim Schloss Wehrden, in dem die Dichterin nachweislich an ihrer Ballade Der Fundator gearbeitet hat. Droste-Tempelchen heißt ein Pavillon beim Mallinckrodthof in Borchen, wo Annette an ihrer Novelle Die Judenbuche gearbeitet haben soll.
Im Münsteraner Tatort bringen die Autoren immer wieder eine Hommage an Droste-Hülshoff unter, etwa in Folge 511 (Der dunkle Fleck, 2002), an deren Anfang die Ballade Der Knabe im Moor gebracht wird, oder in Folge 659 (Ruhe sanft!, 2007), in der in einer nächtlichen Friedhofsszene Die tote Lerche rezitiert wird. Der Konstanzer Tatort widmete 2015 die 935. Folge Château Mort einem – frei erfundenen – „Hochzeitswein“ der (unverheirateten) Annette von Droste-Hülshoff. Tatsächlich produziert das Staatsweingut Meersburg, das auch die der Dichterin ehemals gehörenden Reben bewirtschaftet, seit 1998 ihr zu Ehren einen Wein Cuvée Annette.
In vielen Städten wurde eine Straße nach Annette von Droste-Hülshoff benannt, auch in ihrem Heimatort Roxel. Zudem wird der Stadtteil Münsters am Ortseingangsschild als Geburtsort der Dichterin beworben. Im Juni 2012 wurde bekannt, dass die Gemeinde Havixbeck, der nach der kommunalen Neuordnung im Jahre 1975 die Burg Hülshoff zugeschlagen wurde, plane, ihre Ortseingangsschilder mit dem Zusatz „Havixbeck – Geburtsort der Annette von Droste-Hülshoff“ zu versehen, was in Roxel als „Geschichtsverfälschung“ kritisiert wurde.

## Literarische Rezeption
„Die Droste“ war und ist Gegenstand zahlreicher literaturwissenschaftlicher Studien, die insbesondere durch die Annette-von-Droste-Gesellschaft und die Droste-Forschungsstelle des Landschaftsverbandes Westfalen-Lippe gefördert werden. Ihr literarisches und musikalisches Werk sowie ihre Korrespondenz sind durch eine historisch-kritische Werkausgabe und die Droste-Jahrbücher gut erschlossen. Ihr Andenken als bedeutendste Dichterin des 19. Jahrhunderts und eine der frühesten und wichtigsten deutschsprachigen Dichterinnen wird auch durch die Droste-Museen an ihren Wirkungsstätten, durch Droste-Literaturpreise, durch die Annette von Droste zu Hülshoff-Stiftung mit ihrem center for literature auf Burg Hülshoff, durch zahlreiche Schulen mit ihrem Namen und durch Romane und Filme mit Bezug zu ihrem Leben und Schaffen aktuell gehalten.
Schriftsteller wie z. B. Gertrud von le Fort, Reinhold Schneider und Werner Bergengruen schätzten Annette von Droste-Hülshoff.
Sarah Kirsch drückt in ihrem Gedicht Der Droste würde ich gerne Wasser reichen ihre Bewunderung für die Kollegin aus, mit der sie, die „Spätgeborene“, „glucksend übers Moor“ geht, und interpretiert die Beziehung Droste-Hülshoffs zu Levin Schücking (Ihr Lewin, Beide lieben wir den Kühnen).
Mit dem Leben der Droste befassen sich mehrere Biografien und biografische Romane. Karen Duve z. B. erzählt mit Fräulein Nettes kurzer Sommer, erschienen 2018, in Romanform mit detailreichem Blick auf das familiäre Umfeld und das Milieu der jungen Spätromantiker von einer kurzen Phase im Leben der 20-jährigen Droste-Hülshoff, die sich als tiefgreifende Zäsur prägend auf ihr weiteres Leben und Werk auswirkte.
Annette von Droste-Hülshoff regte auch das schriftstellerische Talent späterer Mitglieder ihrer Familie an: Ihr Neffe Ferdinand von Droste zu Hülshoff, ihr Patenkind Elisabeth von Droste zu Hülshoff, ihre Nichte Therese Dahn und ihr Ur-Urgroßneffe Wilderich von Droste zu Hülshoff (u. a. Verfasser des Buches Annette v. Droste-Hülshoff im Spannungsfeld ihrer Familie) publizierten bzw. publizieren belletristisch.
Ein Brief von Annette von Droste-Hülshoff an Anton Matthias Sprickmann aus dem Jahr 1819 wurde von Walter Benjamin in die Briefsammlung Deutsche Menschen aufgenommen.

### Belletristik
- Wilderich von Droste zu Hülshoff: Annette von Droste-Hülshoff im Spannungsfeld ihrer Familie (= Aus dem deutschen Adelsarchiv. Band 11). C. A. Starke, Limburg (Lahn) 1997, ISBN 3-7980-0683-0.
- Karen Duve: Fräulein Nettes kurzer Sommer. Roman. Galiani, Berlin 2018, ISBN 978-3-86971-138-6.
- Maria Regina Kaiser: Annette von Droste-Hülshoff. Dichterin zwischen den Feuern. Romanbiografie. Südverlag, Konstanz 2021, ISBN 978-3-87800-144-7.

## Droste-Museen
- Burg Hülshoff bei Havixbeck
- Haus Rüschhaus, Münster
- Fürstenhäusle, Meersburg
- Burg Meersburg, Meersburg
- Schloss Bökerhof, Bökendorf

## Archive und Stiftungen
Im Westfälischen Literaturarchiv des Landschaftsverbandes Westfalen-Lippe (LWL) werden Arbeitsmanuskripte und Reinschriften aus dem „Meersburger Nachlass“ der Annette von Droste-Hülshoff aufbewahrt und digitalisiert.
Am 28. September 2012 wurde die Annette von Droste zu Hülshoff-Stiftung offiziell anerkannt. Sie will das Geburtshaus der Dichterin auf Burg Hülshoff bei Havixbeck dauerhaft für die öffentliche Nutzung erhalten. Darüber hinaus werden literarische Veranstaltungen, Ausstellungen und Forschungsvorhaben gefördert.

## Lyrik-Wanderweg
Seit dem Frühjahr 2021 gibt es zwischen den westfälischen Erinnerungsorten der Dichterin einen Lyrik-Wanderweg für Wanderer und Radfahrer mit zahlreichen Stationen und lehrreichen Hinweisen zu ihrem Werk.

## Werke

### Dichtungen
- Gedichte. Aschendorffsche Buchhandlung, Münster 1838.[KLL 1]
  - Das Hospiz auf dem großen Sankt Bernhard (Epos, 1828–1833)
  - Des Arztes Vermächtnis (Epos, 1834)
  - Die Schlacht im Loener Bruch A. 1623 (Epos, 1837/1838)
  - Der Säntis
  - Am Weiher
  - Der Graf von Thal
  - Fragment
- Die Judenbuche (Novelle erschienen in der Zeitschrift Morgenblatt für gebildete Leser), 1842.[KLL 1]
- Gedichte von Annette Freiin von Droste-Hülshof [sic!]. Cotta’sche Verlagsbuchhandlung, Stuttgart/Tübingen 1844. (Digitalisat und Volltext im Deutschen Textarchiv; Volltext nach der Ausgabe Liechtensteinverlag, Vaduz 1948 auf Gutenberg-DE)[KLL 1]
  - Zeitbilder (1841–1843)
    - Die Stadt und der Dom. Eine Karikatur des Heiligsten

  - Heidebilder (1842)
    - Die Vogelhütte
    - Der Weiher
    - Der Knabe im Moor (Ballade, 1842)

  - Fels, Wald und See (1841–1843)
    - Am Thurme
    - Das öde Haus
    - Im Moose

  - Gedichte vermischten Inhalts
    - Clemens von Droste
    - Die Taxuswand (1841)
    - Das Spiegelbild (1842)

  - Scherz und Ernst
    - Des alten Pfarrers Woche
    - Das Eselein
    - Die beste Politik

  - Balladen (1840–1842)
    - Die Vergeltung
    - Die Vendetta
    - Der Fundator
    - Die Schwestern
    - Der Tod des Erzbischofs Engelbert von Köln
    - Das Fegefeuer des westfälischen Adels
    - Die Stiftung Cappenbergs
    - Meister Gerhard von Köln
    - Kurt von Spiegel
    - Das Fräulein von Rodenschild
    - Der Spiritus Familiaris des Roßtäuschers
- Westfälische Schilderungen. 1845.
- Das geistliche Jahr (Gedicht-Zyklus), 1818–1820/1839–1840 (projekt-gutenberg.org).[KLL 1]
- Letzte Gaben. Nachgelassene Blätter. Hrsg. v. Levin Schücking. Rümpler; Grimpe, Hannover 1860 (Digitalisat und Volltext im Deutschen Textarchiv; Volltext nach der Ausgabe Liechtensteinverlag, Vaduz 1948 auf Gutenberg-DE)
  - Mondesaufgang (Gedicht, 1844)[KLL 1]
  - Im Grase (Gedicht, 1844)[KLL 1][GuI 1]
  - Am letzten Tag des Jahres (Silvester)[KLL 1][GuI 2]
- Joseph. Eine Kriminalgeschichte. Fragment, geschrieben 1845, veröffentlicht 1886.
- Bei uns zu Lande auf dem Lande (Fragment, Nachlass), 1862.
- Briefe von Annette von Droste-Hülshoff und Philipp W.
- Winfried Woesler (Hrsg.): Historisch-kritische Ausgabe. Werke, Briefwechsel. 13 Bände in 25 Teilbänden. Niemeyer, Tübingen 1978–2000
- Annette von Droste-Hülshoff: Gedichte und Prosa. Manesse, Zürich 1998, ISBN 3-7175-1100-9 (Auswahl und Nachwort von Emil Staiger).
- (Irmgard Elfriede) I. E. Walter (Hrsg.): Droste-Hülshoffs Werke in einem Band. Bearbeitet[70] und gedeutet für die Gegenwart. Reihe: Die Bergland-Buch-Klassiker. Das Bergland-Buch, Salzburg 1954; wieder: Deutscher Bücherbund, o. J. (1954)

### Musikwerke (Auswahl)
- 15 Lieder für Singstimme und Klavier (etwa bis Herbst 1838), in Reinschrift zusammengefasst
- Minnelieder, 5 Lieder für dasselbe (vor 1834)
- 8 Einzellieder für dass.
- 4 Liedfragmente für dass.
- 4 mehrstimmige Lieder
- Lochamer Liederbuch für Singstimme und Klavier (1836, Bearbeitung)

### Musikalische Bühnenwerke
- Babilon (nach Babylon von Friedrich de la Motte Fouqué), 3 Idyllen aus dem Frauentaschenbuch für das Jahr 1820, S. 1–38 (zwischen 1820 und 1837), Vorspiel und Musik für 6 Textpassagen als Orchester- und/oder Klavierfassung
- Der blaue Cherub (nach Der blaue Cherub, Singspiel von Adam Oehlenschläger, Kassel 1823, 1828) (zwischen 1823 und 1837), Anmerkungen für die geplante Komposition, Verzeichnis der Stimmlagen für die handelnden Personen erhalten; Arie für Singst. und Kl. Einst zogs mich nach Südlands Auen
- Der Galeerensklave (nach Der Galeeren-Sklav von M. Fernouillot de Falbaire, dt. Münster 1777) (1820er Jahre), Libretto als Prosa-Entwurf, keine Musik erhalten
- Die Wiedertäufer (etwa zwischen 1837 und 1839), nur musikalische Motive erhalten

## Medien
- Audio-Book: Annette von Droste-Hülshoff. HörVerlag, München 1997 (Inhalt: Walter Gödden, Nachtwandlungen. Hörspiel – Penny S. Michel liest Gedichte der Droste).
- „Levin, lieber Junge“. Annette von Droste-Hülshoffs Briefwechsel mit Levin Schücking. Ardey, Köln/Münster 2000, ISBN 3-87023-119-X [Edition Nyland. zwei Audio CDs].
- Annette von Droste-Hülshoff: Ledwina. Ein Hörfeature von Walter Gödden. Gelesen von Sabine Negulescu. Aschendorff, Münster 2007, ISBN 978-3-402-00435-7.
- Allein mit meinem Zauberwort, Annette von Droste-Hülshoff am Bodensee. VHS-Video, SWR Landesschau 2000, SWR Media, Baden-Baden.
- Annette Droste. Gedichte – Prosa – Briefe – Musik. 3 CDs mit vollständigem Text. Lutz Görner. Am Flügel: Annekatrin Sonn, Naxos Hörbücher – Putzbrunn/München/Kirchheim bei München 2002, ISBN 978-3-89816-110-7.
- „Wenn ich träume …“ Droste-Musik aus dem Fürstenhäusle in Meersburg. Annette und Maximilian von Droste-Hülshoff. WETO-Verlag, CD 98029, 1998.
- Allein mit meinem Zauberwort. Annette von Droste-Hülshoff. Ihr Leben in Briefen, Gedichten, Prosa und Musik. Von Georg Brintrup. Soirée des SWR mit Marianne Kehlau, Ludwig Thiesen, Armas Sten Fühler, Friedrich von Bülow, Gisela Zoch-Westphal, Gert Westphal u. a. Erstsendung am 10. Juni 1978 (160 Minuten).